# Spisak EC brojeva (EC 1)
Ovaj spisak sadrži EC brojeve prve grupe, EC 1, oksidoreduktaze, uređene u numeričkom redosledu po preporuci odbora za nomenklaturu Međunarodne unije za biohemiju i molekularnu biologiju.

## EC 1.1grupa donora

### EC 1.1.1ilikao akceptor
- EC 1.1.1.1: alkohol dehidrogenaza[2]
- EC 1.1.1.2: alkohol dehidrogenaza (+)[3]
- EC 1.1.1.3: homoserin dehidrogenaza[4]
- EC 1.1.1.4: (R,R)-butandiol dehidrogenaza[5]
- EC 1.1.1.5: Preneto u EC 1.1.1.303 i EC 1.1.1.304[6]
- EC 1.1.1.6: glicerol dehidrogenaza[7]
- EC 1.1.1.7: propandiol-fosfat dehidrogenaza[8]
- EC 1.1.1.8: glicerol-3-fosfat dehidrogenaza (+)[9]

- EC 1.1.1.9: -ksiluloza reduktaza[10]

- EC 1.1.1.10: -ksiluloza reduktaza[11]
- EC 1.1.1.11: -arabinitol 4-dehidrogenaza[12]
- EC 1.1.1.12: -arabinitol 4-dehidrogenaza
- EC 1.1.1.13: -arabinitol 2-dehidrogenaza
- EC 1.1.1.14: -iditol 2-dehidrogenaza
- EC 1.1.1.15: -iditol 2-dehidrogenaza
- EC 1.1.1.16: galaktitol 2-dehidrogenaza
- EC 1.1.1.17: manitol-1-fosfat 5-dehidrogenaza
- EC 1.1.1.18: inozitol 2-dehidrogenaza
- EC 1.1.1.19: L-glukuronat reduktaza
- EC 1.1.1.20: glukuronolakton reduktaza
- EC 1.1.1.21: aldehid reduktaza
- EC 1.1.1.22: UDP-glukoza 6-dehidrogenaza
- EC 1.1.1.23: histidinol dehidrogenaza
- EC 1.1.1.24: hinat dehidrogenaza
- EC 1.1.1.25: šikimat dehidrogenaza
- EC 1.1.1.26: glioksilat reduktaza
- EC 1.1.1.27: -laktat dehidrogenaza
- EC 1.1.1.28: -laktat dehidrogenaza
- EC 1.1.1.29: glicerat dehidrogenaza
- EC 1.1.1.30: 3-hidroksibutirat dehidrogenaza
- EC 1.1.1.31: 3-hidroksiizobutirat dehidrogenaza
- EC 1.1.1.32: meveldat reduktaza
- EC 1.1.1.33: meveldat reduktaza
- EC 1.1.1.34: hidroksimetilglutaril-KoA reduktaza
- EC 1.1.1.35: 3-hidroksiacil-KoA dehidrogenaza
- EC 1.1.1.36: acetoacetil-KoA reduktaza
- EC 1.1.1.37: malat dehidrogenaza
- EC 1.1.1.38: malat dehidrogenaza (dekarboksilacija oksaloacetata)
- EC 1.1.1.39: malat dehidrogenaza (dekarboksilacija)
- EC 1.1.1.40: malat dehidrogenaza (oksaloacetat-dekarboksilacija) (NADP+)
- EC 1.1.1.41: izocitrat dehidrogenaza (+)
- EC 1.1.1.42: izocitrat dehidrogenaza (+)
- EC 1.1.1.43: fosfoglukonat 2-dehidrogenaza
- EC 1.1.1.44: fosfoglukonat dehidrogenaza (dekarboksilacija)
- EC 1.1.1.45: -gulonat 3-dehidrogenaza
- EC 1.1.1.46: -arabinoza 1-dehidrogenaza
- EC 1.1.1.47: glukoza 1-dehidrogenaza
- EC 1.1.1.48: galaktoza 1-dehidrogenaza
- EC 1.1.1.49: glukoza-6-fosfat dehidrogenaza
- EC 1.1.1.50: 3a-hidroksisteroid dehidrogenaza (B-specifična)
- EC 1.1.1.51: 3(ili 17)b-hidroksisteroid dehidrogenaza
- EC 1.1.1.52: 3a-hidroksiholanat dehidrogenaza
- EC 1.1.1.53: 3a(or 20b)-hidroksisteroid dehidrogenaza
- EC 1.1.1.54: alil-alkohol dehidrogenaza
- EC 1.1.1.55: laktaldehid reduktaza
- EC 1.1.1.56: ribitol 2-dehidrogenaza
- EC 1.1.1.57: frukturonat reduktaza
- EC 1.1.1.58: tagaturonat reduktaza
- EC 1.1.1.59: 3-hidroksipropionat dehidrogenaza
- EC 1.1.1.60: 2-hidroksi-3-oksopropionat reduktaza
- EC 1.1.1.61: 4-hidroksibutirat dehidrogenaza
- EC 1.1.1.62: estradiol 17b-dehidrogenaza
- EC 1.1.1.63: testosteron 17-dehidrogenaza
- EC 1.1.1.64: testosteron 17-dehidrogenaza (+)
- EC 1.1.1.65: piridoksin 4-dehidrogenaza
- EC 1.1.1.66: Omega-hidroksidekanoat dehidrogenaza
- EC 1.1.1.67: manitol 2-dehidrogenaza
- EC 1.1.1.68: sad EC 1.7.99.5
- EC 1.1.1.69: glukonat 5-dehidrogenaza
- EC 1.1.1.70: obrisano, uključeno u EC 1.2.1.3
- EC 1.1.1.71: alkohol dehidrogenaza (+)
- EC 1.1.1.72: glicerol dehidrogenaza (+)
- EC 1.1.1.73: oktanol dehidrogenaza
- EC 1.1.1.74: obrisano
- EC 1.1.1.75: (R)-aminopropanol dehidrogenaza
- EC 1.1.1.76: (S,S)-butanediol dehidrogenaza
- EC 1.1.1.77: laktaldehid reduktaza
- EC 1.1.1.78: metilglyoxal reduktaza (-zavisna)
- EC 1.1.1.79: glioksilat reduktaza (+)
- EC 1.1.1.80: izopropanol dehidrogenaza (+)
- EC 1.1.1.81: hidroksipiruvat reduktaza
- EC 1.1.1.82: malat dehidrogenaza (+)
- EC 1.1.1.83: D-malat dehidrogenaza (dekarboksilacija)
- EC 1.1.1.84: dimetilmalat dehidrogenaza
- EC 1.1.1.85: 3-izopropilmalat dehidrogenaza
- EC 1.1.1.86: ketol-kiselina reduktoizomeraza
- EC 1.1.1.87: homoizocitrat dehidrogenaza
- EC 1.1.1.88: hidroksimetilglutaril-KoA reduktaza
- EC 1.1.1.89: obrisano, uključeno u EC 1.1.1.86
- EC 1.1.1.90: aril-alkohol dehidrogenaza
- EC 1.1.1.91: aril-alkohol dehidrogenaza (+)
- EC 1.1.1.92: oksaloglikolat reduktaza (dekarboksilacija)
- EC 1.1.1.93: tartrat dehidrogenaza
- EC 1.1.1.94: glicerol-3-fosfat dehidrogenaza (+)
- EC 1.1.1.95: fosfoglicerat dehidrogenaza
- EC 1.1.1.96: dijodofenilpiruvat reduktaza
- EC 1.1.1.97: 3-hidroksibenzil-alkohol dehidrogenaza
- EC 1.1.1.98:-2-hidroksi-masna kiselina dehidrogenaza
- EC 1.1.1.99:-2-hidroksi-masna kiselina dehidrogenaza
- EC 1.1.1.100: 3-oksoacil-(acil-nosilac-protein) reduktaza
- EC 1.1.1.101: acilgliceron-fosfat reduktaza
- EC 1.1.1.102: 3-dehidrosfinganin reduktaza
- EC 1.1.1.103: L-treonin 3-dehidrogenaza
- EC 1.1.1.104: 4-oksoprolin reduktaza
- EC 1.1.1.105: retinol dehidrogenaza
- EC 1.1.1.106: pantoat 4-dehidrogenaza
- EC 1.1.1.107: piridoksal 4-dehidrogenaza
- EC 1.1.1.108: karnitin 3-dehidrogenaza
- EC 1.1.1.109: sad EC 1.3.1.28
- EC 1.1.1.110: indollaktat dehidrogenaza
- EC 1.1.1.111: 3-(imidazol-5-il)laktat dehidrogenaza
- EC 1.1.1.112: indanol dehidrogenaza
- EC 1.1.1.113: -ksiloza 1-dehidrogenaza
- EC 1.1.1.114: apioza 1-reduktaza
- EC 1.1.1.115: riboza 1-dehidrogenaza (+)
- EC 1.1.1.116: -arabinoza 1-dehidrogenaza
- EC 1.1.1.117: -arabinoza 1-dehidrogenaza (+)
- EC 1.1.1.118: glukoza 1-dehidrogenaza (+)
- EC 1.1.1.119: glukoza 1-dehidrogenaza (+)
- EC 1.1.1.120: galaktoza 1-dehidrogenaza (NADP+)
- EC 1.1.1.121: aldoza 1-dehidrogenaza
- EC 1.1.1.122: D-treo-aldoza 1-dehidrogenaza
- EC 1.1.1.123: sorboza 5-dehidrogenaza (+)
- EC 1.1.1.124: fruktoza 5-dehidrogenaza (+)
- EC 1.1.1.125: 2-dezoksi--glukonat 3-dehidrogenaza
- EC 1.1.1.126: 2-dehidro-3-dezoksi--glukonat 6-dehidrogenaza
- EC 1.1.1.127: 2-dehidro-3-dezoksi--glukonat 5-dehidrogenaza
- EC 1.1.1.128: -idonat 2-dehidrogenaza
- EC 1.1.1.129: L-treonat 3-dehidrogenaza
- EC 1.1.1.130: 3-dehidro-L-gulonat 2-dehidrogenaza
- EC 1.1.1.131: manuronat reduktaza
- EC 1.1.1.132: GDP-manoza 6-dehidrogenaza
- EC 1.1.1.133: dTDP-4-dehidroramnoza reduktaza
- EC 1.1.1.134: -6-dezoksi--taloza 4-dehidrogenaza
- EC 1.1.1.135: -6-dezoksi--taloza 4-dehidrogenaza
- EC 1.1.1.136: -N-acetilglukozamin 6-dehidrogenaza
- EC 1.1.1.137: ribitol-5-fosfat 2-dehidrogenaza
- EC 1.1.1.138: manitol 2-dehidrogenaza (+)
- EC 1.1.1.139: obrisano, uključeno u EC 1.1.1.21
- EC 1.1.1.140: sorbitol-6-fosfat 2-dehidrogenaza
- EC 1.1.1.141: 15-hidroksiprostaglandin dehidrogenaza (+)
- EC 1.1.1.142: D-pinitol dehidrogenaza
- EC 1.1.1.143: sekvoitol dehidrogenaza
- EC 1.1.1.144: perilil-alkohol dehidrogenaza
- EC 1.1.1.145: -hidroksi-D5-steroid dehidrogenaza
- EC 1.1.1.146: 11b-hidroksisteroid dehidrogenaza
- EC 1.1.1.147: 16a-hidroksisteroid dehidrogenaza
- EC 1.1.1.148: estradiol 17a-dehidrogenaza
- EC 1.1.1.149: 20a-hidroksisteroid dehidrogenaza
- EC 1.1.1.150: 21-hidroksisteroid dehidrogenaza (+)
- EC 1.1.1.151: 21-hidroksisteroid dehidrogenaza (+)
- EC 1.1.1.152: 3a-hidroksi-5b-androstan-17-on 3a-dehidrogenaza
- EC 1.1.1.153: sepiapterin reduktaza
- EC 1.1.1.154: ureidoglikolat dehidrogenaza
- EC 1.1.1.155: indentično sa EC 1.1.1.87
- EC 1.1.1.156: glicerol 2-dehidrogenaza (+)
- EC 1.1.1.157: 3-hidroksibutiril-KoA dehidrogenaza
- EC 1.1.1.158: UDP-N-acetilmuramat dehidrogenaza
- EC 1.1.1.159: 7a-hidroksisteroid dehidrogenaza
- EC 1.1.1.160: dihidrobunolol dehidrogenaza
- EC 1.1.1.161: holestanetetraol 26-dehidrogenaza
- EC 1.1.1.162: eritruloza reduktaza
- EC 1.1.1.163: ciklopentanol dehidrogenaza
- EC 1.1.1.164: heksadekanol dehidrogenaza
- EC 1.1.1.165: 2-alkin-1-ol dehidrogenaza
- EC 1.1.1.166: hidroksicikloheksankarboksilat dehidrogenaza
- EC 1.1.1.167: hidroksimalonat dehidrogenaza
- EC 1.1.1.168: 2-dehidropantolakton reduktaza (A-specific)
- EC 1.1.1.169: 2-dehidropantoat 2-reduktaza
- EC 1.1.1.170: 3b-hidroksi-4a-metilholestenkarboksilat 3-dehidrogenaza (dekarboksilacija)
- EC 1.1.1.171: sad EC 1.5.1.20
- EC 1.1.1.172: 2-oksoadipat reduktaza
- EC 1.1.1.173: -ramnoza 1-dehidrogenaza
- EC 1.1.1.174: cikloheksan-1,2-diol dehidrogenaza
- EC 1.1.1.175: -ksiloza 1-dehidrogenaza
- EC 1.1.1.176: 12a-hidroksisteroid dehidrogenaza
- EC 1.1.1.177: glicerol-3-fosfat 1-dehidrogenaza (+)
- EC 1.1.1.178: 3-hidroksi-2-metilbutiril-KoA dehidrogenaza
- EC 1.1.1.179: -ksiloza 1-dehidrogenaza (+)
- EC 1.1.1.180: obrisano, uključeno u EC 1.1.1.131
- EC 1.1.1.181: holest-5-en-3b,7a-diol 3b-dehidrogenaza
- EC 1.1.1.182: obrisano, uključeno u EC 1.1.1.198, EC 1.1.1.227 i EC 1.1.1.228
- EC 1.1.1.183: geraniol dehidrogenaza
- EC 1.1.1.184: karbonil reduktaza
- EC 1.1.1.185: L-glikol dehidrogenaza
- EC 1.1.1.186: -galaktoza 6-dehidrogenaza
- EC 1.1.1.187: -4-dehidro-D-ramnoza reduktaza
- EC 1.1.1.188: prostaglandin-F sintaza
- EC 1.1.1.189: prostaglandin-E2 9-reduktaza
- EC 1.1.1.190: indol-3-acetaldehid reduktaza
- EC 1.1.1.191: indol-3-acetaldehid reduktaza
- EC 1.1.1.192: dugolančani-alkohol dehidrogenaza
- EC 1.1.1.193: 5-amino-6-(5-fosforibozilamino)uracil reduktaza
- EC 1.1.1.194: koniferil-alkohol dehidrogenaza
- EC 1.1.1.195: cinamil-alkohol dehidrogenaza
- EC 1.1.1.196: 15-hidroksiprostaglandin-D dehidrogenaza (+)
- EC 1.1.1.197: 15-hidroksiprostaglandin dehidrogenaza (+)
- EC 1.1.1.198: (+)-borneol dehidrogenaza
- EC 1.1.1.199: (S)-usnat reduktaza
- EC 1.1.1.200: aldoza-6-fosfat reduktaza
- EC 1.1.1.201: 7-hidroksisteroid dehidrogenaza (+)
- EC 1.1.1.202: 1,3-propandiol dehidrogenaza
- EC 1.1.1.203: uronat dehidrogenaza
- EC 1.1.1.204: sad EC 1.17.1.4
- EC 1.1.1.205: IMP dehidrogenaza
- EC 1.1.1.206: tropin dehidrogenaza
- EC 1.1.1.207: (-)-mentol dehidrogenaza
- EC 1.1.1.208: (+)-neomentol dehidrogenaza
- EC 1.1.1.209: 3(ili 17)a-hidroksisteroid dehidrogenaza
- EC 1.1.1.210: 3b(ili 20a)-hidroksisteroid dehidrogenaza
- EC 1.1.1.211: dugolančani-3-hidroksiacil-KoA dehidrogenaza
- EC 1.1.1.212: 3-oksoacil-(acil-nosilac-protein) reduktaza
- EC 1.1.1.213: 3a-hidroksisteroid dehidrogenaza (A-specifična)
- EC 1.1.1.214: 2-dehidropantolakton reduktaza (B-specifična)
- EC 1.1.1.215: glukonat 2-dehidrogenaza
- EC 1.1.1.216: farnezol dehidrogenaza
- EC 1.1.1.217: benzil-2-metil-hidroksibutirat dehidrogenaza
- EC 1.1.1.218: morfin 6-dehidrogenaza
- EC 1.1.1.219: dihidrokaempferol 4-reduktaza
- EC 1.1.1.220: 6-piruvoiltetrahidropterin 2'-reduktaza
- EC 1.1.1.221: vomifoliol 4'-dehidrogenaza
- EC 1.1.1.222: (R)-4-hidroksifenillaktat dehidrogenaza
- EC 1.1.1.223: izopiperitenol dehidrogenaza
- EC 1.1.1.224: manoza-6-fosfat 6-reduktaza
- EC 1.1.1.225: hlordekon reduktaza
- EC 1.1.1.226: 4-hidroksicikloheksankarboksilat dehidrogenaza
- EC 1.1.1.227: (-)-borneol dehidrogenaza
- EC 1.1.1.228: (+)-sabinol dehidrogenaza
- EC 1.1.1.229: dietil 2-metil-3-oksosukcinat reduktaza
- EC 1.1.1.230: 3a-hidroksiglicirhetinat dehidrogenaza
- EC 1.1.1.231: 15-hidroksiprostaglandin-I dehidrogenaza (+)
- EC 1.1.1.232: 15-hidroksiikozatetraenoat dehidrogenaza
- EC 1.1.1.233: N-acilmanozamin 1-dehidrogenaza
- EC 1.1.1.234: flavanon 4-reduktaza
- EC 1.1.1.235: 8-oksokoformicin reduktaza
- EC 1.1.1.236: tropinon reduktaza
- EC 1.1.1.237: hidroksifenilpiruvat reduktaza
- EC 1.1.1.238: 12b-hidroksisteroid dehidrogenaza
- EC 1.1.1.239: 3a(17b)-hidroksisteroid dehidrogenaza (+)
- EC 1.1.1.240: N-acetilheksosamin 1-dehidrogenaza
- EC 1.1.1.241: 6-endo-hidroksicineol dehidrogenaza
- EC 1.1.1.242: zeatin reduktaza — sad EC 1.3.1.69
- EC 1.1.1.243: karveol dehidrogenaza
- EC 1.1.1.244: metanol dehidrogenaza
- EC 1.1.1.245: cikloheksanol dehidrogenaza
- EC 1.1.1.246: pterokarpin sintaza
- EC 1.1.1.247: kodeinon reduktaza
- EC 1.1.1.248: salutaridin reduktaza
- EC 1.1.1.249: sad EC 2.5.1.46
- EC 1.1.1.250: -arabinitol 2-dehidrogenaza
- EC 1.1.1.251: galaktitol-1-fosfat 5-dehidrogenaza
- EC 1.1.1.252: tetrahidroksinaftalen reduktaza
- EC 1.1.1.253: sad EC 1.5.1.33
- EC 1.1.1.254: (S)-karnitin 3-dehidrogenaza
- EC 1.1.1.255: manitol dehidrogenaza
- EC 1.1.1.256: fluoren-9-ol dehidrogenaza
- EC 1.1.1.257: 4-(hidroksimetil)benzensulfonat dehidrogenaza
- EC 1.1.1.258: 6-hidroksiheksanoat dehidrogenaza
- EC 1.1.1.259: 3-hidroksipimeloil-KoA dehidrogenaza
- EC 1.1.1.260: sulkaton reduktaza
- EC 1.1.1.261: glicerol-1-fosfat dehidrogenaza (+)
- EC 1.1.1.262: 4-hidroksitreonin-4-fosfat dehidrogenaza
- EC 1.1.1.263: 1,5-anhidro-D-fruktoza reduktaza
- EC 1.1.1.264: -idonat 5-dehidrogenaza
- EC 1.1.1.265: 3-metilbutanal reduktaza
- EC 1.1.1.266: -4-dehidro-6-dezoksiglukoza reduktaza
- EC 1.1.1.267: 1-dezoksi-D-ksiluloza-5-fosfat reduktoizomeraza
- EC 1.1.1.268: 2--hidroksipropil-KoM dehidrogenaza
- EC 1.1.1.269: 2--hidroksipropil-KoM dehidrogenaza
- EC 1.1.1.270: 3-keto-steroid reduktaza
- EC 1.1.1.271: GDP-L-fukoza sintaza
- EC 1.1.1.272:-2-hidroksikiselina dehidrogenaza
- EC 1.1.1.273: velozimin dehidrogenaza
- EC 1.1.1.274: 2,5-didehidroglukonat reduktaza
- EC 1.1.1.275: (+)-trans-karveol dehidrogenaza
- EC 1.1.1.276: serin 3-dehidrogenaza
- EC 1.1.1.277: 3-hidroksi-5b-steroid dehidrogenaza
- EC 1.1.1.278: 3-hidroksi-5a-steroid dehidrogenaza
- EC 1.1.1.279:-3-hidroksikiselina ester dehidrogenaza
- EC 1.1.1.280:-3-hidroksikiselina ester dehidrogenaza
- EC 1.1.1.281: -4-dehidro-6-dezoksi-D-manoza reduktaza
- EC 1.1.1.282: hinat/šikimat dehidrogenaza
- EC 1.1.1.283: metilglioksal reduktaza (-zavisna)
- EC 1.1.1.284: -(hidroksimetil)glutation dehidrogenaza
- EC 1.1.1.285: 3"-deamino-3"-oksonikotianamin reduktaza
- EC 1.1.1.286: izocitrat—homoizocitrat dehidrogenaza
- EC 1.1.1.287: -arabinitol dehidrogenaza (+)
- EC 1.1.1.303: acetoin dehidrogenaza
- EC 1.1.1.304: (S)-acetoin dehidrogenaza
- EC 1.1.1.305: UDP-glucuronska kiselina dehidrogenaza
- EC 1.1.1.306: S-(hidroksimetil)mikotiol dehidrogenaza
- EC 1.1.1.307: D-ksiloza reduktaza
- EC 1.1.1.308: sulfopropandiol 3-dehidrogenaza
- EC 1.1.1.309: fosfonoacetaldehid reduktaza (NADH)
- EC 1.1.1.310: (S)-sulfolaktat dehidrogenaza
- EC 1.1.1.311: (S)-1-feniletanol dehidrogenaza
- EC 1.1.1.312: 2-hidroksi-4-karboksimukonat semialdehid hemiacetal dehidrogenaza
- EC 1.1.1.313: sulfoacetaldehid reduktaza
- EC 1.1.1.314: germakren A alkohol dehidrogenaza
- EC 1.1.1.315: 11-cis-retinol dehidrogenaza
- EC 1.1.1.316: L-galaktoza 1-dehidrogenaza
- EC 1.1.1.317: perakin reduktaza
- EC 1.1.1.318: eugenol sintaza
- EC 1.1.1.319: izoeugenol sintaza
- EC 1.1.1.320: benzil reduktaza (formira (S)-benzoin)
- EC 1.1.1.321: benzil reduktaza (formira (R)-benzoin)
- EC 1.1.1.322: (-)-endo-fenhol dehidrogenaza
- EC 1.1.1.323: (+)-Tujan-3-ol dehidrogenaza
- EC 1.1.1.324: 8-hidroksigeraniol dehidrogenaza
- EC 1.1.1.325: sepiapterin reduktaza (formira L-treo-7,8-dihidrobiopterin)
- EC 1.1.1.326: zerumbon sintaza
- EC 1.1.1.327: 5-ekso-hidroksikamfor dehidrogenaza
- EC 1.1.1.328: nikotinsko plavo oksidoreduktaza
- EC 1.1.1.329: 2-dezoksi-scilo-inozamin dehidrogenaza
- EC 1.1.1.330: Dugolančana 3-oksoacil-KoA reduktaza
- EC 1.1.1.331: sekoizolaricirezinol dehidrogenaza
- EC 1.1.1.332: hanoklavin-I dehidrogenaza
- EC 1.1.1.333: dekaprenilfosfo-beta-D-eritro-pentofuranozid-2-uloza 2-reduktaza
- EC 1.1.1.334: metilkgonon reduktaza
- EC 1.1.1.335: UDP-N-acetil-2-amino-2-dezoksiglukuronat dehidrogenaza
- EC 1.1.1.336: UDP-N-acetil-D-manozamin dehidrogenaza
- EC 1.1.1.337: L-2-hidroksikarboksilat dehidrogenaza (NAD+)
- EC 1.1.1.338: (2R)-3-sulfolaktat dehidrogenaza (NADP+)
- EC 1.1.1.339: dTDP-6-dezoksi-L-taloza 4-dehidrogenaza (NAD+)
- EC 1.1.1.340: 1-dezoksi-11beta-hidroksipentalenat dehidrogenaza
- EC 1.1.1.341: CDP-abekvoza sintaza
- EC 1.1.1.342: CDP-paratoza sintaza

### EC 1.1.2 Citohrom kao akceptor
- EC 1.1.2.1: sad EC 1.1.99.5
- EC 1.1.2.2: manitol dehidrogenaza (citohrom)
- EC 1.1.2.3: -laktat dehidrogenaza (citohrom)
- EC 1.1.2.4: -laktat dehidrogenaza (citohrom)
- EC 1.1.2.5: -laktat dehidrogenaza (citohrom c-553)
- EC 1.1.2.6: polivinil alkohol dehidrogenaza (citohrom)
- EC 1.1.2.7: metanol dehidrogenaza (citohrom c)
- EC 1.1.2.8: alkohol dehidrogenaza (citohrom c)

### EC 1.1.3 Kiseonik kao akceptor
- EC 1.1.3.1: obrisano, uključeno u EC 1.1.3.15
- EC 1.1.3.2: sad EC 1.13.12.4
- EC 1.1.3.3: malat oksidaza
- EC 1.1.3.4: glukoza oksidaza
- EC 1.1.3.5: heksoza oksidaza
- EC 1.1.3.6: holesterol oksidaza
- EC 1.1.3.7: aril-alkohol oksidaza
- EC 1.1.3.8: L-gulonolakton oksidaza
- EC 1.1.3.9: galaktoza oksidaza
- EC 1.1.3.10: piranoza oksidaza
- EC 1.1.3.11: -sorboza oksidaza
- EC 1.1.3.12: piridoksin 4-oksidaza
- EC 1.1.3.13: alkohol oksidaza
- EC 1.1.3.14: Katehol oksidaza (dimerizacija)
- EC 1.1.3.15:-2-hidroksi-kiselina oksidaza
- EC 1.1.3.16: ekdizon oksidaza
- EC 1.1.3.17: holin oksidaza
- EC 1.1.3.18: Sekundarni alkohol oksidaza
- EC 1.1.3.19: 4-hidroksimandelat oksidaza
- EC 1.1.3.20: dugolančani-alkohol oksidaza
- EC 1.1.3.21: glicerol-3-fosfat oksidaza
- EC 1.1.3.22: sad EC 1.17.3.2
- EC 1.1.3.23: tiamin oksidaza
- EC 1.1.3.24: -galaktonolakton oksidaza
- EC 1.1.3.25: sad EC 1.1.99.18
- EC 1.1.3.26: sad EC 1.21.3.2
- EC 1.1.3.27: hidroksifitanoat oksidaza
- EC 1.1.3.28: nukleozid oksidaza
- EC 1.1.3.29: N-acilheksozamin oksidaza
- EC 1.1.3.30: polivinil-alkohol oksidaza
- EC 1.1.3.31: obrisano
- EC 1.1.3.32: sad EC 1.14.21.1
- EC 1.1.3.33: sad EC 1.14.21.2
- EC 1.1.3.34: sad EC 1.14.21.3
- EC 1.1.3.35: sad EC 1.14.21.4
- EC 1.1.3.36: sad EC 1.14.21.5
- EC 1.1.3.37: -arabinono-1,4-lakton oksidaza
- EC 1.1.3.38: vanilil-alkohol oksidaza
- EC 1.1.3.39: nukleozid oksidaza (formiranje )
- EC 1.1.3.40: D-manitol oksidaza
- EC 1.1.3.41: ksilitol oksidaza
- EC 1.1.3.42: prozolanapiron-II oksidaza
- EC 1.1.3.43: paromamin 6'-oksidaza
- EC 1.1.3.44: 6'''-hidroksineomicin C oksidaza

### EC 1.1.4 Disulfid kao akceptor
- EC 1.1.4.1: vitamin-K-epoksid reduktaza (varfarin-sensitivna)
- EC 1.1.4.2: vitamin-K-epoksid reduktaza (varfarin-nesenzitivna)

### EC 1.1.5 Hinon ili slična jedinjenja kao akceptor
- EC 1.1.5.1: obrisano, vidi EC 1.1.99.18
- EC 1.1.5.2: hinoprotein glukoza dehidrogenaza
- EC 1.1.5.3: glicerol-3-fosfat dehidrogenaza (hinon)
- EC 1.1.5.4: malat dehidrogenaza (hinon)
- EC 1.1.5.5: alkohol dehidrogenaza (hinon)
- EC 1.1.5.6: format dehidrogenaza-N
- EC 1.1.5.7: ciklični alkohol dehidrogenaza (hinon)
- EC 1.1.5.8: hinat dehidrogenaza (hinon)

### EC 1.1.9 Sa bakarnim proteinom kao akeptorom
- EC 1.1.9.1: alkohol dehidrogenaza (azurin)

### EC 1.1.98 Sa drugim, poznatim, akceptorima
- EC 1.1.98.1: alkohol dehidrogenaza (azurin)
- EC 1.1.98.2: glukoza-6-fosfat dehidrogenaza (koenzim-F420)
- EC 1.1.98.3: dekaprenilfosfo-beta-D-ribofuranoza 2-oksidaza

### EC 1.1.99 Drugi akceptori
- EC 1.1.99.1: holin dehidrogenaza
- EC 1.1.99.2: 2-hidroksiglutarat dehidrogenaza
- EC 1.1.99.3: glukonat 2-dehidrogenaza (akceptor)
- EC 1.1.99.4: dehidroglukonat dehidrogenaza
- EC 1.1.99.5: glicerol-3-fosfat dehidrogenaza
- EC 1.1.99.6: -2-hidroksi-acid dehidrogenaza
- EC 1.1.99.7: laktat-malat transhidrogenaza
- EC 1.1.99.8: alkohol dehidrogenaza (akceptor)
- EC 1.1.99.9: piridoksin 5-dehidrogenaza
- EC 1.1.99.10: glukoza dehidrogenaza (akceptor)
- EC 1.1.99.11: fruktoza 5-dehidrogenaza
- EC 1.1.99.12: sorboza dehidrogenaza
- EC 1.1.99.13: glukozid 3-dehidrogenaza
- EC 1.1.99.14: glikolat dehidrogenaza
- EC 1.1.99.15: sad EC 1.7.99.5
- EC 1.1.99.16: malat dehidrogenaza (akceptor)
- EC 1.1.99.17: sad EC 1.1.5.2
- EC 1.1.99.18: celobioza dehidrogenaza (akceptor)
- EC 1.1.99.19: uracil dehidrogenaza
- EC 1.1.99.20: alkan-1-ol dehidrogenaza (akceptor)
- EC 1.1.99.21: D-sorbitol dehidrogenaza (akceptor)
- EC 1.1.99.22: glicerol dehidrogenaza (akceptor)
- EC 1.1.99.23: polivinil-alkohol dehidrogenaza (akceptor)
- EC 1.1.99.24: hidroksikiselina-oksokiselina transhidrogenaza
- EC 1.1.99.25: hinat dehidrogenaza (pirolohinolin-hinon)
- EC 1.1.99.26: 3-hidroksicikloheksanon dehidrogenaza
- EC 1.1.99.27: (R)-pantolakton dehidrogenaza (flavin)
- EC 1.1.99.28: glukoza-fruktoza oksidoreduktaza
- EC 1.1.99.29: piranoza dehidrogenaza (akceptor)
- EC 1.1.99.30: 2-oksokiselina reduktaza
- EC 1.1.99.31: (S)-mandelat dehidrogenaza
- EC 1.1.99.32: -sorboza 1-dehidrogenaza
- EC 1.1.99.33: format dehidrogenaza (akceptor)
- EC 1.1.99.34: sad EC 1.1.98.2
- EC 1.1.99.35: Rastvorna hinoproteinska glukozna dehidrogenaza
- EC 1.1.99.36: alkohol dehidrogenaza (nikotinoprotein)
- EC 1.1.99.37: metanol dehidrogenaza (nikotinoprotein)
- EC 1.1.99.38: 2-Dezoksi-scilo-inozamin dehidrogenaza (SAM-zavisni)

## EC 1.2 Aldehid ili okso grupa kao donora

### EC 1.2.1ilikao akceptor
- EC 1.2.1.1: obrisano, zamenjeno sa EC 1.1.1.284 i EC 4.4.1.22
- EC 1.2.1.2: format dehidrogenaza
- EC 1.2.1.3: aldehid dehidrogenaza (+)
- EC 1.2.1.4: aldehid dehidrogenaza (+)
- EC 1.2.1.5: aldehid dehidrogenaza (+)
- EC 1.2.1.6: obrisano
- EC 1.2.1.7: benzaldehid dehidrogenaza (+)[8]
- EC 1.2.1.8: betain-aldehid dehidrogenaza
- EC 1.2.1.9: gliceraldehid-3-fosfat dehidrogenaza (+)[13]
- EC 1.2.1.10: acetaldehid dehidrogenaza (acetilacija)
- EC 1.2.1.11: aspartat-semialdehid dehidrogenaza
- EC 1.2.1.12: Gliceraldehid-3-fosfat dehidrogenaza
- EC 1.2.1.13: gliceraldehid-3-fosfat dehidrogenaza (NADP+) (fosforilacija)
- EC 1.2.1.14: sad EC 1.1.1.205
- EC 1.2.1.15: malonat-semialdehid dehidrogenaza
- EC 1.2.1.16: sukcinat-semialdehid dehidrogenaza (+)
- EC 1.2.1.17: glioksilat dehidrogenaza (acilacija)
- EC 1.2.1.18: malonat-semialdehid dehidrogenaza (acetilacija)
- EC 1.2.1.19: aminobutiraldehid dehidrogenaza
- EC 1.2.1.20: glutarat-semialdehid dehidrogenaza
- EC 1.2.1.21: glikolaldehid dehidrogenaza
- EC 1.2.1.22: laktaldehid dehidrogenaza
- EC 1.2.1.23: 2-oksoaldehid dehidrogenaza (+)
- EC 1.2.1.24: sukcinat-semialdehid dehidrogenaza
- EC 1.2.1.25: 2-oksoizovalerat dehidrogenaza (acilacija)
- EC 1.2.1.26: 2,5-dioksovalerat dehidrogenaza
- EC 1.2.1.27: metilmalonat-semialdehid dehidrogenaza (acilacija)
- EC 1.2.1.28: benzaldehid dehidrogenaza (+)
- EC 1.2.1.29: aril-aldehid dehidrogenaza
- EC 1.2.1.30: aril-aldehid dehidrogenaza (+)
- EC 1.2.1.31: L-aminoadipat-semialdehid dehidrogenaza
- EC 1.2.1.32: aminomukonat-semialdehid dehidrogenaza
- EC 1.2.1.33: (R)-dehidropantoat dehidrogenaza
- EC 1.2.1.34: obrisano, uključeno u EC 1.1.1.131
- EC 1.2.1.35: sad EC 1.1.1.203
- EC 1.2.1.36: retinal dehidrogenaza
- EC 1.2.1.37: sad EC 1.17.1.4
- EC 1.2.1.38: -acetil-g-glutamil-fosfat reduktaza
- EC 1.2.1.39: fenilacetaldehid dehidrogenaza
- EC 1.2.1.40: 3a,7a,12a-trihidroksiholestan-26-al 26-oksidoreduktaza
- EC 1.2.1.41: glutamat-5-semialdehid dehidrogenaza
- EC 1.2.1.42: heksadekanal dehidrogenaza (acilacija)
- EC 1.2.1.43: format dehidrogenaza (+)
- EC 1.2.1.44: cinamoil-KoA reduktaza
- EC 1.2.1.45: 4-Karboksi-2-hidroksimukonat-6-semialdehid dehidrogenaza
- EC 1.2.1.46: formaldehid dehidrogenaza
- EC 1.2.1.47: 4-Trimetilamoniobutiraldehid dehidrogenaza
- EC 1.2.1.48: dugolančani-aldehid dehidrogenaza
- EC 1.2.1.49: 2-oksoaldehid dehidrogenaza (+)
- EC 1.2.1.50: dugolančana-masna-acil-KoA reduktaza
- EC 1.2.1.51: piruvat dehidrogenaza (+)
- EC 1.2.1.52: oksoglutarat dehidrogenaza (+)
- EC 1.2.1.53: 4-Hidroksifenilacetaldehid dehidrogenaza
- EC 1.2.1.54: g-guanidinobutiraldehid dehidrogenaza
- EC 1.2.1.55: sad EC 1.1.1.279
- EC 1.2.1.56: sad EC 1.1.1.280
- EC 1.2.1.57: butanal dehidrogenaza
- EC 1.2.1.58: fenilglioksilat dehidrogenaza (acilacija)
- EC 1.2.1.59: gliceraldehid-3-fosfat dehidrogenaza (+)
- EC 1.2.1.60: 5-Karboksimetil-2-hidroksimukonik-semialdehid dehidrogenaza
- EC 1.2.1.61: 4-Hidroksimukonik-semialdehid dehidrogenaza
- EC 1.2.1.62: 4-Formilbenzensulfonat dehidrogenaza
- EC 1.2.1.63: 6-Oksoheksanoat dehidrogenaza
- EC 1.2.1.64: 4-Hidroksibenzaldehid dehidrogenaza
- EC 1.2.1.65: salicilaldehid dehidrogenaza
- EC 1.2.1.66: mikotiol-zavisna formaldehid dehidrogenaza
- EC 1.2.1.67: vanilin dehidrogenaza
- EC 1.2.1.68: koniferil-aldehid dehidrogenaza
- EC 1.2.1.69: fluoroacetaldehid dehidrogenaza
- EC 1.2.1.70: glutamil-tRNK reduktaza
- EC 1.2.1.71: sukcinilglutamat-semialdehid dehidrogenaza
- EC 1.2.1.72: eritroza-4-fosfat dehidrogenaza
- EC 1.2.1.73: sulfoacetaldehid dehidrogenaza
- EC 1.2.1.74: abieta-7,13-dien-18-al dehidrogenaza
- EC 1.2.1.75: malonil KoA reduktaza (formira malonat semialdehid)
- EC 1.2.1.76: sukcinat-semialdehid dehidrogenaza (acilacija)
- EC 1.2.1.77: 3,4-Dehidroadipil-KoA semialdehid dehidrogenaza (NADP+)
- EC 1.2.1.78: 2-Formilbenzoat dehidrogenaza
- EC 1.2.1.79: sukcinat-semialdehid dehidrogenaza (NADP+)
- EC 1.2.1.80: [[dugolančana acil-[acil-nosilac-protein] reduktaza]]
- EC 1.2.1.81: sulfoacetaldehid dehidrogenaza (acilacija)
- EC 1.2.1.82: beta-apo-4'-karotenal oksigenaza
- EC 1.2.1.83: 3-Sukcinoilsemialdehid-piridin dehidrogenaza
- EC 1.2.1.84: Masna acil-KoA reduktaza (formira alkohol)
- EC 1.2.1.85: 2-Hidroksimukonat-6-semialdehid dehidrogenaza
- EC 1.2.1.86: geranial dehidrogenaza

### EC 1.2.2 Citohrom kao akceptor
- EC 1.2.2.1: format dehidrogenaza (citohrom)
- EC 1.2.2.2: piruvat dehidrogenaza (citohrom)
- EC 1.2.2.3: format dehidrogenaza (citohrom-c-553)
- EC 1.2.2.4: ugljen-monoksid dehidrogenaza (citohrom b-561)

### EC 1.2.3 Kiseonik kao akceptor
- EC 1.2.3.1: aldehid oksidaza
- EC 1.2.3.2: sad EC 1.17.3.2
- EC 1.2.3.3: piruvat oksidaza
- EC 1.2.3.4: oksalat oksidaza
- EC 1.2.3.5: glioksilat oksidaza
- EC 1.2.3.6: Piruvat oksidaza (KoA-acetilacija)
- EC 1.2.3.7: indol-3-acetaldehid oksidaza
- EC 1.2.3.8: piridoksal oksidaza
- EC 1.2.3.9: aril-aldehid oksidaza
- EC 1.2.3.10: obrisano
- EC 1.2.3.11: retinal oksidaza
- EC 1.2.3.12: sad EC 1.14.13.82
- EC 1.2.3.13: 4-Hidroksifenilpiruvat oksidaza
- EC 1.2.3.14: Abscizinski-aldehid oksidaza

### EC 1.2.4 Disulfid kao akceptor
- EC 1.2.4.1: Piruvat dehidrogenaza (acetil-transfer)
- EC 1.2.4.2: oksoglutarat dehidrogenaza (sukcinil-transfer)
- EC 1.2.4.3: obrisano, uključeno u EC 1.2.4.4
- EC 1.2.4.4: 3-Metil-2-oksobutanoat dehidrogenaza

### EC 1.2.5Hinonili slično jedinjenje kao akceptor
- EC 1.2.5.1: piruvat dehidrogenaza (hinon)

### EC 1.2.7 Gvožđe-sumporni protein kao akceptor
- EC 1.2.7.1: piruvat sintaza
- EC 1.2.7.2: 2-Oksobutirat sintaza
- EC 1.2.7.3: 2-Oksoglutarat sintaza
- EC 1.2.7.4: ugljen-monoksid dehidrogenaza (feredoksin)
- EC 1.2.7.5: aldehid feredoksin oksidoreduktaza
- EC 1.2.7.6: gliceraldehid-3-fosfat dehidrogenaza (feredoksin)
- EC 1.2.7.7: 3-metil-2-oksobutanoat dehidrogenaza (feredoksin)
- EC 1.2.7.8: indolpiruvat feredoksin oksidoreduktaza
- EC 1.2.7.9: obrisano, indentično sa EC 1.2.7.3
- EC 1.2.7.10: oksalat oksidoreduktaza

### EC 1.2.99 Drugi akceptori
- EC 1.2.99.1: sad EC 1.1.99.19
- EC 1.2.99.2: ugljen-monoksid dehidrogenaza (akceptor)
- EC 1.2.99.3: aldehid dehidrogenaza (pirolohinolin-hinon)
- EC 1.2.99.4: formaldehid dismutaza
- EC 1.2.99.5: formilmetanofuran dehidrogenaza
- EC 1.2.99.6: karboksilat reduktaza
- EC 1.2.99.7: aldehid dehidrogenaza (FAD-nezavisna)

## EC 1.3grupa donora

### EC 1.3.1ilikao akceptor
- EC 1.3.1.1: dihidrouracil dehidrogenaza (+)
- EC 1.3.1.2: dihidropirimidin dehidrogenaza (+)
- EC 1.3.1.3: kortizon b-reduktaza
- EC 1.3.1.4: kortizon a-reduktaza
- EC 1.3.1.5: kukurbitacin D23-reduktaza
- EC 1.3.1.6: fumarat reduktaza
- EC 1.3.1.7: mezo-tartrat dehidrogenaza
- EC 1.3.1.8: acil-KoA dehidrogenaza (+)
- EC 1.3.1.9: enoil-(acil-nosilac-protein) reduktaza
- EC 1.3.1.10: enoil-(acil-nosilac-protein) reduktaza (NADPH, B-specifični)
- EC 1.3.1.11: 2-kumarat reduktaza
- EC 1.3.1.12: prefenat dehidrogenaza
- EC 1.3.1.13: prefenat dehidrogenaza (+)
- EC 1.3.1.14: orotat reduktaza
- EC 1.3.1.15: orotat reduktaza
- EC 1.3.1.16: b-nitroakrilat reduktaza
- EC 1.3.1.17: 3-metilnoksindol reduktaza
- EC 1.3.1.18: kinurenat-7,8-dihidrodiol dehidrogenaza
- EC 1.3.1.19: -1,2-dihidrobenzen-1,2-diol dehidrogenaza
- EC 1.3.1.20: -1,2-dihidrobenzen-1,2-diol dehidrogenaza
- EC 1.3.1.21: 7-dehidroholesterol reduktaza
- EC 1.3.1.22: holestenon 5a-reduktaza
- EC 1.3.1.23: obrisan enzim
- EC 1.3.1.24: biliverdin reduktaza
- EC 1.3.1.25: 1,6-dihidroksicikloheksa-2,4-dien-1-karboksilat dehidrogenaza
- EC 1.3.1.26: dihidrodipikolinat reduktaza
- EC 1.3.1.27: 2-heksadecenal reduktaza
- EC 1.3.1.28: 2,3-dihidro-2,3-dihidroksibenzoat dehidrogenaza
- EC 1.3.1.29: -1,2-dihidro-1,2-dihidroksinaftalen dehidrogenaza
- EC 1.3.1.30: progesteron 5a-reduktaza
- EC 1.3.1.31: 2-enoat reduktaza
- EC 1.3.1.32: maleilacetat reduktaza
- EC 1.3.1.33: protohlorofilid reduktaza
- EC 1.3.1.34: 2,4-dienoil-KoA reduktaza
- EC 1.3.1.35: fosfatidilholin desaturaza
- EC 1.3.1.36: gezoshizin dehidrogenaza
- EC 1.3.1.37: -2-enoil-KoA reduktaza
- EC 1.3.1.38: -2-enoil-KoA reduktaza
- EC 1.3.1.39: enoil-(acil-nosilac-protein) reduktaza (NADPH, A-specifična)
- EC 1.3.1.40: 2-hidroksi-6-okso-6-fenilheksa-2,4-dienoat reduktaza
- EC 1.3.1.41: ksantomatin reduktaza
- EC 1.3.1.42: 12-oksofitodienoat reduktaza
- EC 1.3.1.43: arogenat dehidrogenaza
- EC 1.3.1.44: trans-2-enoil-KoA reduktaza (+)
- EC 1.3.1.45: 2'-hidroksiizoflavon reduktaza
- EC 1.3.1.46: biohanin-A reduktaza
- EC 1.3.1.47: a-santonin 1,2-reduktaza
- EC 1.3.1.48: 15-oksoprostaglandin 13-oksidaza
- EC 1.3.1.49: -3,4-dihidrofenantren-3,4-diol dehidrogenaza
- EC 1.3.1.50: sad EC 1.1.1.252
- EC 1.3.1.51: 2'-hidroksidaidzein reduktaza
- EC 1.3.1.52: 2-metil-enoil-razranatog-lanca-KoA reduktaza
- EC 1.3.1.53: (3S,4R)-3,4-dihidroksicikloheksa-1,5-dien-1,4-dikarboksilat dehidrogenaza
- EC 1.3.1.54: prekorin-6A reduktaza
- EC 1.3.1.55: sad EC 1.3.1.25
- EC 1.3.1.56: -2,3-dihidrobifenil-2,3-diol dehidrogenaza
- EC 1.3.1.57: floroglucinol reduktaza
- EC 1.3.1.58: 2,3-dihidroksi-2,3-dihidro-p-kumat dehidrogenaza
- EC 1.3.1.59: 1,2-dihidroksi-3-metil-1,2-dihidrobenzoat dehidrogenaza
- EC 1.3.1.60: dibenzotiofen dihidrodiol dehidrogenaza
- EC 1.3.1.61: tereftalat 1,2-cis-dihidrodiol dehidrogenaza
- EC 1.3.1.62: pimeloil-KoA dehidrogenaza
- EC 1.3.1.63: 2,4-dihlorobenzoil-KoA reduktaza
- EC 1.3.1.64: ftalat 4,5-cis-dihidrodiol dehidrogenaza
- EC 1.3.1.65: 5,6-dihidroksi-3-metil-2-okso-1,2,5,6-tetrahidrohinolin dehidrogenaza
- EC 1.3.1.66: cis-dihidroetilkatehol dehidrogenaza
- EC 1.3.1.67: -1,2-dihidroksi-4-metilcikloheksa-3,5-dien-1-karboksilat dehidrogenaza
- EC 1.3.1.68: 1,2-dihidroksi-6-metilcikloheksa-3,5-dienkarboksilat dehidrogenaza
- EC 1.3.1.69: zeatin reduktaza
- EC 1.3.1.70: D14-sterol reduktaza
- EC 1.3.1.71: D24(241)-sterol reduktaza
- EC 1.3.1.72: D24-sterol reduktaza
- EC 1.3.1.73: 1,2-dihidrovomilenin reduktaza
- EC 1.3.1.74: 2-Alkenal reduktaza
- EC 1.3.1.75: divinil hlorofilid a 8-vinil-reduktaza
- EC 1.3.1.76: prekorin-2 dehidrogenaza
- EC 1.3.1.77: antocijanidin reduktaza
- EC 1.3.1.78: arogenat dehidrogenaza (+)
- EC 1.3.1.79: arogenat dehidrogenaza (+)
- EC 1.3.1.80: crveni hlorofil katabolit reduktaza
- EC 1.3.1.81: (+)-Pulegon reduktaza
- EC 1.3.1.82: (-)-Izopiperitenone reduktaza
- EC 1.3.1.83: geranilgeranil difosfat reduktaza
- EC 1.3.1.84: akrilil-KoA reduktaza (NADPH)
- EC 1.3.1.85: krotonil-KoA karboksilaza/reduktaza
- EC 1.3.1.86: krotonil-KoA reduktaza
- EC 1.3.1.87: 3-(Cis-5,6-dihidroksicikloheksa-1,3-dien-1-il)propanoat dehidrogenaza
- EC 1.3.1.88: tRNA-dihidrouridin 16/17 sintaza (NAD(P)+)
- EC 1.3.1.89: tRNA-dihidrouridin 47 sintaza (NAD(P)+)
- EC 1.3.1.90: tRNA-dihidrouridin 20a/20b sintaza (NAD(P)+)
- EC 1.3.1.91: tRNK-dihidrouridin 20 sintaza (NAD(P)+)
- EC 1.3.1.92: artemizinski aldehid Delta11(13)-reduktaza
- EC 1.3.1.93: dugolančani enoil-KoA reduktaza
- EC 1.3.1.94: poliprenol reduktaza
- EC 1.3.1.95: akrilil-KoA reduktaza (NADH)
- EC 1.3.1.96: Botryococcus skvalen sintaza
- EC 1.3.1.97: botryococcene sintaza

### EC 1.3.2 Citohrom kao akceptor
- EC 1.3.2.1: sad EC 1.3.99.2
- EC 1.3.2.2: sad EC 1.3.99.3
- EC 1.3.2.3: galaktonolakton dehidrogenaza

### EC 1.3.3 Kiseonik kao akceptor
- EC 1.3.3.1: dihidroorotat oksidaza
- EC 1.3.3.2: sad EC 1.14.21.6
- EC 1.3.3.3: koproporfirinogen oksidaza
- EC 1.3.3.4: protoporfirinogen oksidaza
- EC 1.3.3.5: bilirubin oksidaza
- EC 1.3.3.6: acil-KoA oksidaza
- EC 1.3.3.7: dihidrouracil oksidaza
- EC 1.3.3.8: tetrahidroberberin oksidaza
- EC 1.3.3.9: sekologanin sintaza
- EC 1.3.3.10: triptofan a,b-oksidaza
- EC 1.3.3.11: pirolohinolin-hinon sintaza
- EC 1.3.3.12: L-galaktonolakton oksidaza

### EC 1.3.5 Hinon ili srodna jedinjenja kao akceptor
- EC 1.3.5.1: sukcinat dehidrogenaza (ubihinon)
- EC 1.3.5.2: dihidroorotat dehidrogenaza (hinon)
- EC 1.3.5.3: protoporfirinogen IX dehidrogenaza (menahinon)
- EC 1.3.5.4: fumarat reduktaza (menahinon)
- EC 1.3.5.5: 15-Cis-fitoen desaturaza
- EC 1.3.5.6: 9,9'-Dicis-zeta-karoten desaturaza

### EC 1.3.7 Gvožđe-sumporni protein kao akceptor
- EC 1.3.7.1: 6-Hidroksinikotinat reduktaza
- EC 1.3.7.2: 15,16-dihidrobiliverdin:feredoksin oksidoreduktaza
- EC 1.3.7.3: fikoeritrobilin:feredoksin oksidoreduktaza
- EC 1.3.7.4: fitohromobilin:feredoksin oksidoreduktaza
- EC 1.3.7.5: fikocijanobilin:feredoksin oksidoreduktaza
- EC 1.3.7.6: fikoeritrobilin sintaza
- EC 1.3.7.7: feredoksin:protohlorofilid reduktaza (ATP-zavisna)
- EC 1.3.7.8: benzoil-KoA reduktaza
- EC 1.3.7.9: 4-hidroksibenzoil-KoA reduktaza
- EC 1.3.7.10: pentalenolakton sintaza

### EC 1.3.8 Flavin kao akceptor
- EC 1.3.8.1: acil-KoA dehidrogenaza kratkog lanca
- EC 1.3.8.2: 4,4'-diapofitoen desaturaza
- EC 1.3.8.3: (R)-benzilsukcinil-KoA dehidrogenaza
- EC 1.3.8.4: izovaleril-KoA dehidrogenaza
- EC 1.3.8.5: enoil-KoA reduktaza 2-metil-razgranatog lanca
- EC 1.3.8.6: glutaril-KoA dehidrogenaza
- EC 1.3.8.7: acil-KoA dehidrogenaza srednje dugog lanca
- EC 1.3.8.8: acil-KoA dehidrogenaza dugog lanca
- EC 1.3.8.9: acil-KoA dehidrogenaza veoma dugog lanca

### EC 1.3.98 Drugi poznati akceptori
- EC 1.3.98.1: dihidroorotat dehidrogenaza (fumarat)

### EC 1.3.99 Drugi akceptori
- EC 1.3.99.1: sukcinat dehidrogenaza
- EC 1.3.99.2: butiril-KoA dehidrogenaza
- EC 1.3.99.3: acil-KoA dehidrogenaza
- EC 1.3.99.4: 3-oksosteroid 1-dehidrogenaza
- EC 1.3.99.5: 3-okso-5a-steroid 4-dehidrogenaza
- EC 1.3.99.6: 3-okso-5b-steroid 4-dehidrogenaza
- EC 1.3.99.7: glutaril-KoA dehidrogenaza
- EC 1.3.99.8: 2-furoil-KoA dehidrogenaza
- EC 1.3.99.9: sad EC 1.21.99.1
- EC 1.3.99.10: izovaleril-KoA dehidrogenaza
- EC 1.3.99.11: dihidroorotat dehidrogenaza
- EC 1.3.99.12: 2-metilacil-KoA dehidrogenaza
- EC 1.3.99.13: dugolančana-acil-KoA dehidrogenaza
- EC 1.3.99.14: cikloheksanon dehidrogenaza
- EC 1.3.99.15: benzoil-KoA reduktaza
- EC 1.3.99.16: izohinolin 1-oksidoreduktaza
- EC 1.3.99.17: hinolin 2-oksidoreduktaza
- EC 1.3.99.18: hinaldat 4-oksidoreduktaza
- EC 1.3.99.19: hinolin-4-karboksilat 2-oksidoreduktaza
- EC 1.3.99.20: 4-hidroksibenzoil-KoA reduktaza
- EC 1.3.99.21:-benzilsukcinil-KoA dehidrogenaza
- EC 1.3.99.22: koproporfirinogen dehidrogenaza
- EC 1.3.99.23: sve-trans-retinol 13,14-reduktaza
- EC 1.3.99.24: 2-amino-4-dezoksihorizmat dehidrogenaza
- EC 1.3.99.25: karvon reduktaza
- EC 1.3.99.26: sve-trans-zeta-karoten desaturaza
- EC 1.3.99.27: 1-hidroksikarotenoid 3,4-desaturaza
- EC 1.3.99.28: fitoen desaturaza (formira neurosporen)
- EC 1.3.99.29: fitoen desaturaza (formira zeta-karoten)
- EC 1.3.99.30: fitoen desaturaza (formira 3,4-didehidrolikopen)
- EC 1.3.99.31: fitoen desaturaza (formira likopen)
- EC 1.3.99.32: glutaril-KoA dehidrogenaza (non-dekarboksilacija)

## EC 1.4grupa donora

### EC 1.4.1ilikao akceptor
- EC 1.4.1.1: alanin dehidrogenaza
- EC 1.4.1.2: glutamat dehidrogenaza
- EC 1.4.1.3: glutamat dehidrogenaza (NAD(P)+)
- EC 1.4.1.4: glutamat dehidrogenaza (+)
- EC 1.4.1.5: -aminokiselina dehidrogenaza
- EC 1.4.1.6: obrisano, uključeno u EC 1.4.4.1
- EC 1.4.1.7: serin 2-dehidrogenaza
- EC 1.4.1.8: valin dehidrogenaza (+)
- EC 1.4.1.9: leucin dehidrogenaza
- EC 1.4.1.10: glicin dehidrogenaza
- EC 1.4.1.11: -eritro-3,5-diaminoheksanoat dehidrogenaza
- EC 1.4.1.12: 2,4-diaminopentanoat dehidrogenaza
- EC 1.4.1.13: glutamat sintaza
- EC 1.4.1.14: glutamat sintaza
- EC 1.4.1.15: lizin dehidrogenaza
- EC 1.4.1.16: diaminopimelat dehidrogenaza
- EC 1.4.1.17: N-metilalanin dehidrogenaza
- EC 1.4.1.18: lizin 6-dehidrogenaza
- EC 1.4.1.19: triptofan dehidrogenaza
- EC 1.4.1.20: fenilalanin dehidrogenaza
- EC 1.4.1.21: aspartat dehidrogenaza
- EC 1.4.1.22: ornitin ciklodeaminaza
- EC 1.4.1.23: valin dehidrogenaza (NAD+)
- EC 1.4.1.24: 3-dehidrohinat sintaza II

### EC 1.4.2 Citohrom kao akceptor
- EC 1.4.2.1: glicin dehidrogenaza (citohrom)

### EC 1.4.3 Kiseonik kao akceptor
- EC 1.4.3.1: -aspartat oksidaza
- EC 1.4.3.2: -aminokiselina oksidaza
- EC 1.4.3.3: -aminokiselina oksidaza
- EC 1.4.3.4: amin oksidaza (sadrži flavin)
- EC 1.4.3.5: piridoksamin-fosfat oksidaza
- EC 1.4.3.6: amin oksidaza (sadrži bakar)
- EC 1.4.3.7: -glutamat oksidaza
- EC 1.4.3.8: etanolamin oksidaza
- EC 1.4.3.9: obrisano, uključeno u EC 1.4.3.4
- EC 1.4.3.10: putrescin oksidaza
- EC 1.4.3.11: -glutamat oksidaza
- EC 1.4.3.12: cikloheksilamin oksidaza
- EC 1.4.3.13: protein-lizin 6-oksidaza
- EC 1.4.3.14: -lizin oksidaza
- EC 1.4.3.15: -glutamat(D-aspartat) oksidaza
- EC 1.4.3.16: -aspartat oksidaza
- EC 1.4.3.17: sad EC 1.3.3.10
- EC 1.4.3.18: obrisano
- EC 1.4.3.19: glicin oksidaza
- EC 1.4.3.20: L-lizin 6-oksidaza
- EC 1.4.3.21: primarni-amin oksidaza
- EC 1.4.3.22: diamin oksidaza
- EC 1.4.3.23: 7-hloro-L-triptofan oksidaza
- EC 1.4.3.24: pseudooksinikotin oksidaza

### EC 1.4.4 Disulfid kao akceptor
- EC 1.4.4.1: sad EC 1.21.4.1
- EC 1.4.4.2: glicin dehidrogenaza (dekarboksilacija)

### EC 1.4.5Hinonili drugo jedinjenje kao akceptor
- EC 1.4.5.1: D-amino kiselina dehidrogenaza (hinon)

### EC 1.4.7 Gvožđe-sumporni protein kao akceptor
- EC 1.4.7.1: glutamat sintaza (feredoksin)

### EC 1.4.9 Bakarni protein kao akceptor
- EC 1.4.9.1: metilamin dehidrogenaza (amicijanin)
- EC 1.4.9.2: aralkilamin dehidrogenaza (azurin)

### EC 1.4.99 Drugi akceptori
- EC 1.4.99.1: -aminokiselina dehidrogenaza
- EC 1.4.99.2: taurin dehidrogenaza
- EC 1.4.99.3: amin dehidrogenaza
- EC 1.4.99.4: aralkilamin dehidrogenaza
- EC 1.4.99.5: glicin dehidrogenaza (formira cijanid)

## EC 1.5 CH-NH grupadonora

### EC 1.5.1 Withilikao akceptor
- EC 1.5.1.1: pirolin-2-karboksilat reduktaza
- EC 1.5.1.2: pirolin-5-karboksilat reduktaza
- EC 1.5.1.3: dihidrofolat reduktaza
- EC 1.5.1.4: obrisano, uključeno u EC 1.5.1.3
- EC 1.5.1.5: metilentetrahidrofolat dehidrogenaza (+)
- EC 1.5.1.6: formiltetrahidrofolat dehidrogenaza
- EC 1.5.1.7: saharopin dehidrogenaza (+, formira -lizin)
- EC 1.5.1.8: saharopin dehidrogenaza (+, formira -lizin)
- EC 1.5.1.9: saharopin dehidrogenaza (+, formira -glutamat)
- EC 1.5.1.10: saharopin dehidrogenaza (+, formira -glutamat)
- EC 1.5.1.11: D-oktopin dehidrogenaza
- EC 1.5.1.12: 1-pirolin-5-karboksilat dehidrogenaza
- EC 1.5.1.13: sad EC 1.17.1.5
- EC 1.5.1.14: obrisano, uključeno u EC 1.5.1.21
- EC 1.5.1.15: metilentetrahidrofolat dehidrogenaza (+)
- EC 1.5.1.16: D-lizopin dehidrogenaza
- EC 1.5.1.17: alanopin dehidrogenaza
- EC 1.5.1.18: efedrin dehidrogenaza
- EC 1.5.1.19: D-nopalin dehidrogenaza
- EC 1.5.1.20: metilentetrahidrofolat reduktaza
- EC 1.5.1.21: D1-piperidein-2-karboksilat reduktaza
- EC 1.5.1.22: strombin dehidrogenaza
- EC 1.5.1.23: tauropin dehidrogenaza
- EC 1.5.1.24: N5-(karboksietil)ornitin sintaza
- EC 1.5.1.25: tiomorfolin-karboksilat dehidrogenaza
- EC 1.5.1.26: b-alanopin dehidrogenaza
- EC 1.5.1.27: 1,2-dehidroretikulinijum reduktaza
- EC 1.5.1.28: opin dehidrogenaza
- EC 1.5.1.29: FMN reduktaza
- EC 1.5.1.30: flavin reduktaza
- EC 1.5.1.31: berberin reduktaza
- EC 1.5.1.32: vomilenin reduktaza
- EC 1.5.1.33: pteridin reduktaza
- EC 1.5.1.34: 6,7-dihidropteridin reduktaza
- EC 1.5.1.35: 1-pirolidin dehidrogenaza
- EC 1.5.1.36: flavin reduktaza (NADH)
- EC 1.5.1.37: FAD reduktaza (NADH)
- EC 1.5.1.38: FMN reduktaza (NADPH)
- EC 1.5.1.39: FMN reduktaza (NAD(P)H)
- EC 1.5.1.40: 8-hidroksi-5-deazaflavin oksidoreduktaza
- EC 1.5.1.41: riboflavin reduktaza (NAD(P)H)
- EC 1.5.1.42: FMN reduktaza (NADH)
- EC 1.5.1.43: karboksinorspermidin sintaza
- EC 1.5.1.44: festuklavin dehidrogenaza
- EC 1.5.1.45: FAD reduktaza (NAD(P)H)

### EC 1.5.3Kiseonikkao akceptor
- EC 1.5.3.1: sarkozin oksidaza
- EC 1.5.3.2: N-metil-L-aminokiselina oksidaza
- EC 1.5.3.3: obrisano
- EC 1.5.3.4: N6-metil-lizin oksidaza
- EC 1.5.3.5:-6-hidroksinikotin oksidaza
- EC 1.5.3.6:-6-hidroksinikotin oksidaza
- EC 1.5.3.7: -pipekolat oksidaza
- EC 1.5.3.8: obrisano, uključeno u EC 1.3.3.8
- EC 1.5.3.9: sad EC 1.21.3.3
- EC 1.5.3.10: dimetilglicin oksidaza
- EC 1.5.3.11: poliamin oksidaza
- EC 1.5.3.12: dihidrobenzofenantridin oksidaza
- EC 1.5.3.13: N1-acetilpoliamin oksidaza
- EC 1.5.3.14: poliamin oksidaza (formira propan-1,3-diamin)
- EC 1.5.3.15: N8-acetilspermidin oksidaza (formira propan-1,3-diamin)
- EC 1.5.3.16: spermin oksidaza
- EC 1.5.3.17: nespecifična poliamin oksidaza
- EC 1.5.3.18: L-saharopin oksidaza
- EC 1.5.3.19: 4-metilaminobutanoat oksidaza (formira formaldehid)
- EC 1.5.3.20: N-alkilglicin oksidaza
- EC 1.5.3.21: 4-metilaminobutanoat oksidaza (formira metilamin

### EC 1.5.4Disulfidkao akceptor
- EC 1.5.4.1: pirimidodiazepin sintaza

### EC 1.5.5Hinonili slično jedinjenje kao akceptor
- EC 1.5.5.1: elektron-prenosni-flavoprotein dehidrogenaza

### EC 1.5.7 Gvožđe-sumporni protein kao akceptor
- EC 1.5.7.1: metilentetrahidrofolat reduktaza (feredoksin)

### EC 1.5.8Flavinkao akceptor
- EC 1.5.8.1: dimetilamin dehidrogenaza
- EC 1.5.8.2: trimetilamin dehidrogenaza
- EC 1.5.8.3: sarkozin dehidrogenaza
- EC 1.5.8.4: dimetilglicin dehidrogenaza

### EC 1.5.99 Drugi akceptori
- EC 1.5.99.1: sarkozin dehidrogenaza
- EC 1.5.99.2: dimetilglicin dehidrogenaza
- EC 1.5.99.3: -pipekolat dehidrogenaza
- EC 1.5.99.4: nikotin dehidrogenaza
- EC 1.5.99.5: metilglutamat dehidrogenaza
- EC 1.5.99.6: spermidin dehidrogenaza
- EC 1.5.99.7: sad EC 1.5.8.2
- EC 1.5.99.8: prolin dehidrogenaza
- EC 1.5.99.9: metilentetrahidrometanopterin dehidrogenaza
- EC 1.5.99.10: sad EC 1.5.8.1
- EC 1.5.99.11: 5,10-metilentetrahidrometanopterin reduktaza
- EC 1.5.99.12: citokinin dehidrogenaza
- EC 1.5.99.13: D-prolin dehidrogenaza
- EC 1.5.99.14: 6-hidroksipseudooksinikotin dehidrogenaza

## EC 1.6ili

### EC 1.6.1ilikao akceptor
- EC 1.6.1.1: + transhidrogenaza (B-specific)
- EC 1.6.1.2: NAD(P)+ transhidrogenaza (AB-specific)

### EC 1.6.2 Hem protein kao akceptor
- EC 1.6.2.1: sad EC 1.6.99.3
- EC 1.6.2.2: citohrom-b5 reduktaza
- EC 1.6.2.3: obrisano
- EC 1.6.2.4: NADPH—hemoprotein reduktaza
- EC 1.6.2.5: —citohrom-c2 reduktaza
- EC 1.6.2.6: leghemoglobin reduktaza

### EC 1.6.3 Kiseonik kao akceptor
- EC 1.6.3.1:  oksidaza

### EC 1.6.4 Disulfid kao akceptor
- EC 1.6.4.1: sad EC 1.8.1.6
- EC 1.6.4.2: sad EC 1.8.1.7
- EC 1.6.4.3: sad EC 1.8.1.4
- EC 1.6.4.4: sad EC 1.8.1.8
- EC 1.6.4.5: sad EC 1.8.1.9
- EC 1.6.4.6: sad EC 1.8.1.10
- EC 1.6.4.7: sad EC 1.8.1.11
- EC 1.6.4.8: sad EC 1.8.1.12
- EC 1.6.4.9: sad EC 1.8.1.13
- EC 1.6.4.10: sad EC 1.8.1.14

### EC 1.6.5 Hinon ili slično jedinjenje kao akceptor
- EC 1.6.5.1: obrisano
- EC 1.6.5.2:  dehidrogenaza (hinon)
- EC 1.6.5.3:  dehidrogenaza (ubihinon)
- EC 1.6.5.4: monodehidroaskorbat reduktaza
- EC 1.6.5.5: :hinon reduktaza
- EC 1.6.5.6: p-benzohinon reduktaza
- EC 1.6.5.7: 2-hidroksi-1,4-benzohinon reduktaza
- EC 1.6.5.8: NADH:ubihinon reduktaza (Na+-transport)
- EC 1.6.5.9: NADH:ubihinon reduktaza (neelektrogena)
- EC 1.6.5.10: NADPH dehidrogenaza (hinon)

### EC 1.6.6 Azotna grupa kao akceptor
- EC 1.6.6.1: sad EC 1.7.1.1
- EC 1.6.6.2: sad EC 1.7.1.2
- EC 1.6.6.3: sad EC 1.7.1.3
- EC 1.6.6.4: sad EC 1.7.1.4
- EC 1.6.6.5: sad EC 1.7.2.1
- EC 1.6.6.6: sad EC 1.7.1.5
- EC 1.6.6.7: sad EC 1.7.1.6
- EC 1.6.6.8: sad EC 1.7.1.7
- EC 1.6.6.9: trimetilamin--oksid reduktaza
- EC 1.6.6.10: sad EC 1.7.1.9
- EC 1.6.6.11: sad EC 1.7.1.10
- EC 1.6.6.12: sad EC 1.7.1.11
- EC 1.6.6.13: sad EC 1.7.1.12

### EC 1.6.7 Gvožđe-sumporni protein kao akceptor
- EC 1.6.7.1: sad EC 1.18.1.2
- EC 1.6.7.2: sad EC 1.18.1.1

### EC 1.6.8 Flavin kao akceptor
- EC 1.6.8.1: sad EC 1.5.1.29
- EC 1.6.8.2: sad EC 1.5.1.30

### EC 1.6.99 Drugi akceptori
- EC 1.6.99.1:  dehidrogenaza
- EC 1.6.99.2: sad EC 1.6.5.2
- EC 1.6.99.3:  dehidrogenaza
- EC 1.6.99.4: sad EC 1.18.1.2
- EC 1.6.99.5:  dehidrogenaza (hinon)
- EC 1.6.99.6:  dehidrogenaza (hinon)
- EC 1.6.99.7: sad EC 1.5.1.34
- EC 1.6.99.8: sad EC 1.16.1.3
- EC 1.6.99.9: sad EC 1.16.1.4
- EC 1.6.99.10: obrisano, uključeno u EC 1.6.99.7
- EC 1.6.99.11: sad EC 1.16.1.5
- EC 1.6.99.12: sad EC 1.16.1.6
- EC 1.6.99.13: sad EC 1.16.1.7

## EC 1.7 Druga azotna jedinjenja kao donori

### EC 1.7.1+ ili+ kao akceptor
- EC 1.7.1.1: nitrat reduktaza
- EC 1.7.1.2: nitrat reduktaza
- EC 1.7.1.3: nitrat reduktaza
- EC 1.7.1.4: nitrit reduktaza
- EC 1.7.1.5: huponitrit reduktaza
- EC 1.7.1.6: azobenzen reduktaza
- EC 1.7.1.7:  reduktaza
- EC 1.7.1.8: obrisano
- EC 1.7.1.9: nitrohinolin-N-oksid reduktaza
- EC 1.7.1.10: hidroksilamin reduktaza
- EC 1.7.1.11: 4-(dimetilamino)fenilazoksibenzen reduktaza
- EC 1.7.1.12: -hidroksi-2-acetamidofluoren reduktaza
- EC 1.7.1.13: preQ1 sintaza
- EC 1.7.1.14: Azotsuboksid reduktaza (NAD(P), formira azot monoksid)

### EC 1.7.2 Citohrom kao akceptor
- EC 1.7.2.1: nitrit reduktaza (NO-forming)
- EC 1.7.2.2: nitrit reduktaza (citohrom; formiranje amonijaka)
- EC 1.7.2.3: trimetilamin--oksid reduktaza (citohrom c)
- EC 1.7.2.4: Azotsuboksid reduktaza
- EC 1.7.2.5: Azot monoksid reduktaza (citohrom c)
- EC 1.7.2.6: hidroksilamin dehidrogenaza

### EC 1.7.3 Kiseonik kao akceptor
- EC 1.7.3.1: nitroalkan oksidaza
- EC 1.7.3.2: acetilindoksil oksidaza
- EC 1.7.3.3: urat oksidaza
- EC 1.7.3.4: hidroksilamin oksidaza
- EC 1.7.3.5: 3-aci-nitropropanoat oksidaza

### EC 1.7.5 Hinon ili slično jedinjenje kao akceptor
- EC 1.7.5.1: nitrat reduktaza (hinon)
- EC 1.7.5.2: azot monoksid reduktaza (menahinol)

### EC 1.7.6 Azotno jedinjenje kao akceptor
- EC 1.7.6.1: nitrit dismutaza

### EC 1.7.7 Gvožđe-sumporni protein akceptor
- EC 1.7.7.1: feredoksin—nitrit reduktaza
- EC 1.7.7.2: feredoksin—nitrat reduktaza

### EC 1.7.99 Drugi akceptori
- EC 1.7.99.1: hidroksilamin reduktaza
- EC 1.7.99.2: obrisano
- EC 1.7.99.3: uključeno sa EC 1.7.2.1
- EC 1.7.99.4: nitrat reduktaza
- EC 1.7.99.5: obrisano, sad EC 1.5.1.20
- EC 1.7.99.6: azotsuboksid reduktaza
- EC 1.7.99.7: azot-monoksid reduktaza
- EC 1.7.99.8: hidroksilamin oksidoreduktaza

## EC 1.8 Sumporna grupa donora

### EC 1.8.1ilikao akceptor
- EC 1.8.1.1: obrisano
- EC 1.8.1.2: sulfit reduktaza
- EC 1.8.1.3: hipotaurin dehidrogenaza
- EC 1.8.1.4: dihidrolipoil dehidrogenaza
- EC 1.8.1.5: 2-oksopropil-KoM reduktaza (karboksilacija)
- EC 1.8.1.6: cistin reduktaza
- EC 1.8.1.7: glutation-disulfid reduktaza
- EC 1.8.1.8: protein-disulfid reduktaza
- EC 1.8.1.9: tioredoksin-disulfid reduktaza
- EC 1.8.1.10: KoA-glutation reduktaza
- EC 1.8.1.11: asparagusat reduktaza
- EC 1.8.1.12: tripanotion-disulfid reduktaza
- EC 1.8.1.13: bis-g-glutamilcistin reduktaza
- EC 1.8.1.14: KoA-disulfid reduktaza
- EC 1.8.1.15: mikotion reduktaza
- EC 1.8.1.16: glutation amid reduktaza
- EC 1.8.1.17: dimetilsulfon reduktaza

### EC 1.8.2 Citohrom kao akceptor
- EC 1.8.2.1: sulfit dehidrogenaza
- EC 1.8.2.2: tiosulfat dehidrogenaza
- EC 1.8.2.3: sulfid-citohrom-c reduktaza (flavocitohrom c)
- EC 1.8.2.4: dimetil sulfid:citohrom c2 reduktaza

### EC 1.8.3 Kiseonik kao akceptor
- EC 1.8.3.1: sulfit oksidaza
- EC 1.8.3.2: tiol oksidaza
- EC 1.8.3.3: glutation oksidaza
- EC 1.8.3.4: metantiol oksidaza
- EC 1.8.3.5: prenilcistein oksidaza
- EC 1.8.3.6: farnezilcistein lijaza

### EC 1.8.4 Disulfid kao akceptor
- EC 1.8.4.1: glutation—homocistin transhidrogenaza
- EC 1.8.4.2: protein-disulfid reduktaza (glutation)
- EC 1.8.4.3: glutation—KoA-glutation transhidrogenaza
- EC 1.8.4.4: glutation—cistin transhidrogenaza
- EC 1.8.4.5: metionin--oksid reduktaza
- EC 1.8.4.6: protein-metionin--oksid reduktaza
- EC 1.8.4.7: enzim-tiol transhidrogenaza (glutation-disulfid)
- EC 1.8.4.8: fosfoadenilil-sulfat reduktaza (tioredoksin)
- EC 1.8.4.9: adenilil-sulfat reduktaza (glutation)
- EC 1.8.4.10: adenilil-sulfat reduktaza (tioredoksin)
- EC 1.8.4.11: peptid-metionin (S)-S-oksid reduktaza
- EC 1.8.4.12: peptid-metionin (R)-S-oksid reduktaza
- EC 1.8.4.13: L-metionin (S)-S-oksid reduktaza
- EC 1.8.4.14: L-metionin (R)-S-oksid reduktaza

### EC 1.8.5 Hinon ili slično jedinjenje kao akceptor
- EC 1.8.5.1: glutation dehidrogenaza (askorbat)
- EC 1.8.5.2: tiosulfat dehidrogenaza (hinon)
- EC 1.8.5.3: dimetilsulfoksid reduktaza
- EC 1.8.5.4: sulfid:hinon reduktaza

### EC 1.8.6 Azotna grupa kao akceptor
- EC 1.8.6.1: obrisano, uključeno u EC 2.5.1.18

### EC 1.8.7 Gvožđe-sumporni protein kao akceptor
- EC 1.8.7.1: sulfit reduktaza (feredoksin)
- EC 1.8.7.2: feredoksin:tioredoksin reduktaza

### EC 1.8.98 Drugi nepoznati akceptori
- EC 1.8.98.1: KoB-KoM heterodisulfid reduktaza
- EC 1.8.98.2: sulfiredoksin

### EC 1.8.99 Drugi akceptori
- EC 1.8.99.1: sulfit reduktaza
- EC 1.8.99.2: adenilil-sulfat reduktaza
- EC 1.8.99.3: hidrogensulfit reduktaza
- EC 1.8.99.4: sad EC 1.8.4.8

## EC 1.9 Hem grupa donora

### EC 1.9.3 Kiseonik kao akceptor
- EC 1.9.3.1: citohrom c oksidaza
- EC 1.9.3.2: included with EC 1.7.2.1

### EC 1.9.6 Azotna grupa kao akceptor
- EC 1.9.6.1: nitrat reduktaza (citohrom)

### EC 1.9.99 Drugi akceptori
- EC 1.9.99.1: gvožđe-citohrom-c reduktaza

## EC 1.10 Difenoli i srodne supstance kao donori

### EC 1.10.1ilikao akceptor
- EC 1.10.1.1: trans-acenaften-1,2-diol dehidrogenaza

### EC 1.10.2 Citohrom kao akceptor
- EC 1.10.2.1: -askorbat—citohrom-5 reduktaza
- EC 1.10.2.2: ubihinol-citohrom-c reduktaza

### EC 1.10.3 Kiseonik kao akceptor
- EC 1.10.3.1: katehol oksidaza
- EC 1.10.3.2: lakaza
- EC 1.10.3.3: L-askorbat oksidaza
- EC 1.10.3.4: o-aminofenol oksidaza
- EC 1.10.3.5: 3-hidroksiantranilat oksidaza
- EC 1.10.3.6: rifamicin-B oksidaza
- EC 1.10.3.7: sad EC 1.21.3.4
- EC 1.10.3.8: sad EC 1.21.3.5
- EC 1.10.3.9: fotosistem II
- EC 1.10.3.10: ubihinol oksidaza (H+-transport)
- EC 1.10.3.11: ubihinol oksidaza
- EC 1.10.3.12: menahinol oksidaza (H+-transport)

### EC 1.10.9 Bakarni protein kao akceptor
- EC 1.10.9.1: plastohinol-plastocijanin reduktaza

### EC 1.10.99 Drugi akceptori
- EC 1.10.99.1: sad EC 1.10.9.1
- EC 1.10.99.2: ribozildihidronikotinamid dehidrogenaza (hinon)
- EC 1.10.99.3: violaksantin deepoksidaza

## EC 1.11 Peroksid kao akceptor

### EC 1.11.1 Peroksidaze
- EC 1.11.1.1:  peroksidaza
- EC 1.11.1.2:  peroksidaza
- EC 1.11.1.3: masna kiselina peroksidaza
- EC 1.11.1.4: sad EC 1.10.9.1
- EC 1.11.1.5: citohrom-c peroksidaza
- EC 1.11.1.6: katalaza
- EC 1.11.1.7: peroksidaza
- EC 1.11.1.8: jodid peroksidaza
- EC 1.11.1.9: glutation peroksidaza
- EC 1.11.1.10: hlorid peroksidaza
- EC 1.11.1.11: -askorbat peroksidaza
- EC 1.11.1.12: fosfolipid-hidroperoksid glutation peroksidaza
- EC 1.11.1.13: mangan peroksidaza
- EC 1.11.1.14: diarilpropan peroksidaza
- EC 1.11.1.15: peroksiredoksin
- EC 1.11.1.16: versatil peroksidaza
- EC 1.11.1.17: glutation amid-zavisna peroksidaza
- EC 1.11.1.18: bromid peroksidaza
- EC 1.11.1.19: peroksidaza dekolorizacije boje
- EC 1.11.1.20: prostamid/prostaglandin F2alfa sintaza
- EC 1.11.1.21: katalaza-peroksidaza

### EC 1.11.2 Peroksigenaze
- EC 1.11.2.1: nespecifična peroksigenaza
- EC 1.11.2.2: mijeloperoksidaza
- EC 1.11.2.3: peroksigenaza biljnog semena
- EC 1.11.2.4: masna-kiselina peroksigenaza

## EC 1.12 Vodonik kao donor

### EC 1.12.1ilikao akceptor
- EC 1.12.1.1: sad EC 1.18.99.1
- EC 1.12.1.2: vodonik dehidrogenaza
- EC 1.12.1.3: vodonik dehidrogenaza (+)

### EC 1.12.2 Citohrom kao akceptor
- EC 1.12.2.1: citohrom-c3 hidrogenaza

### EC 1.12.5 Hinon ili slično jedinjenje kao akceptor
- EC 1.12.5.1: vodonik:hinon oksidoreduktaza

### EC 1.12.7 Gvožđe-sumporni protein kao akceptor
- EC 1.12.7.1: sad EC 1.18.99.1
- EC 1.12.7.2: feredoksin hidrogenaza

### EC 1.12.98 Drugi nepoznati akceptori
- EC 1.12.98.1: koenzim F420 hidrogenaza
- EC 1.12.98.2: 5,10-meteniltetrahidrometanopterin hidrogenaza
- EC 1.12.98.3: Methanosarcina fenazin hidrogenaza

### EC 1.12.99 Drugi akceptori
- EC 1.12.99.1: sad EC 1.12.98.1
- EC 1.12.99.2: obrisano, sastoji se od EC 1.12.98.3 i EC 1.8.98.1
- EC 1.12.99.3: sad EC 1.12.5.1
- EC 1.12.99.4: sad EC 1.12.98.2
- EC 1.12.99.5: indentično sa EC 1.13.11.47
- EC 1.12.99.6: hidrogenaza (akceptor)

## EC 1.13 Pojedinačni donori sa inkorporacijom molekulskog kiseonika (oksigenaze)

### EC 1.13.1 (transferred to EC 1.13.11)
- EC 1.13.1.1: sad EC 1.13.11.1
- EC 1.13.1.2: sad EC 1.13.11.2
- EC 1.13.1.3: sad EC 1.13.11.3
- EC 1.13.1.4: sad EC 1.13.11.4
- EC 1.13.1.5: sad EC 1.13.11.5
- EC 1.13.1.6: sad EC 1.13.11.6
- EC 1.13.1.7: obrisano
- EC 1.13.1.8: sad EC 1.13.11.8
- EC 1.13.1.9: sad EC 1.13.11.9
- EC 1.13.1.10: sad EC 1.13.11.10
- EC 1.13.1.11: sad EC 1.13.99.1
- EC 1.13.1.12: sad EC 1.13.11.11
- EC 1.13.1.13: sad EC 1.13.11.12

### EC 1.13.11 Inkorporacija dva atoma kiseonika
- EC 1.13.11.1: katehol 1,2-dioksigenaza
- EC 1.13.11.2: katehol 2,3-dioksigenaza
- EC 1.13.11.3: protokatehuat 3,4-dioksigenaza
- EC 1.13.11.4: gentisat 1,2-dioksigenaza
- EC 1.13.11.5: homogentisat 1,2-dioksigenaza
- EC 1.13.11.6: 3-hidroksiantranilat 3,4-dioksigenaza
- EC 1.13.11.7: obrisano
- EC 1.13.11.8: protokatehuat 4,5-dioksigenaza
- EC 1.13.11.9: 2,5-dihidroksipiridin 5,6-dioksigenaza
- EC 1.13.11.10: 7,8-dihidroksikinurenat 8,8a-dioksigenaza
- EC 1.13.11.11: triptofan 2,3-dioksigenaza
- EC 1.13.11.12: lipoksigenaza
- EC 1.13.11.13: askorbat 2,3-dioksigenaza
- EC 1.13.11.14: 2,3-dihidroksibenzoat 3,4-dioksigenaza
- EC 1.13.11.15: 3,4-dihidroksifenilacetat 2,3-dioksigenaza
- EC 1.13.11.16: 3-karboksietilkatehol 2,3-dioksigenaza
- EC 1.13.11.17: indol 2,3-dioksigenaza
- EC 1.13.11.18: sumpor dioksigenaza
- EC 1.13.11.19: cisteamin dioksigenaza
- EC 1.13.11.20: cistein dioksigenaza
- EC 1.13.11.21: sad EC 1.14.99.36
- EC 1.13.11.22: kafeat 3,4-dioksigenaza
- EC 1.13.11.23: 2,3-dihidroksiindol 2,3-dioksigenaza
- EC 1.13.11.24: kvercetin 2,3-dioksigenaza
- EC 1.13.11.25: 3,4-dihidroksi-9,10-sekoandrosta-1,3,5(10)-trien-9,17-dion 4,5-dioksigenaza
- EC 1.13.11.26: peptid-triptofan 2,3-dioksigenaza
- EC 1.13.11.27: 4-hidroksifenilpiruvat dioksigenaza
- EC 1.13.11.28: 2,3-dihidroksibenzoat 2,3-dioksigenaza
- EC 1.13.11.29: stizolobat sintaza
- EC 1.13.11.30: stizolobinat sintaza
- EC 1.13.11.31: arahidonatna 12-lipoksigenaza
- EC 1.13.11.32: 2-nitropropan dioksigenaza
- EC 1.13.11.33: arahidonat 15-lipoksigenaza
- EC 1.13.11.34: arahidonat 5-lipoksigenaza
- EC 1.13.11.35: pirogalol 1,2-oksigenaza
- EC 1.13.11.36: hloridazon-katehol dioksigenaza
- EC 1.13.11.37: hidroksihinol 1,2-dioksigenaza
- EC 1.13.11.38: 1-hidroksi-2-naftoat 1,2-dioksigenaza
- EC 1.13.11.39: bifenil-2,3-diol 1,2-dioksigenaza
- EC 1.13.11.40: arahidonat 8-lipoksigenaza
- EC 1.13.11.41: 2,4'-dihidroksiacetofenon dioksigenaza
- EC 1.13.11.42: obrisano
- EC 1.13.11.43: lignostilben ab-dioksigenaza
- EC 1.13.11.44: linoleat diol sintaza
- EC 1.13.11.45: linoleat 11-lipoksigenaza
- EC 1.13.11.46: 4-hidroksimandelat sintaza
- EC 1.13.11.47: 3-hidroksi-4-oksohinolin 2,4-dioksigenaza
- EC 1.13.11.48: 3-hidroksi-2-metil-hinolin-4-on 2,4-dioksigenaza
- EC 1.13.11.49: hlorit O2-lizaza
- EC 1.13.11.50: enzim presecanja acetilacetona
- EC 1.13.11.51: 9-cis-epoksikarotenoid dioksigenaza
- EC 1.13.11.52: indolamin 2,3-dioksigenaza
- EC 1.13.11.53: Aciredukton dioksigenaza (2+)
- EC 1.13.11.54: aciredukton dioksigenaza (2+)
- EC 1.13.11.55: sumpor oksigenaza/reduktaza
- EC 1.13.11.56: 1,2-dihidroksinaftalen dioksigenaza
- EC 1.13.11.57: galat dioksigenaza
- EC 1.13.11.58: linoleat 9S-lipoksigenaza
- EC 1.13.11.59: torulen dioksigenaza
- EC 1.13.11.60: linoleat 8R-lipoksigenaza
- EC 1.13.11.61: linolenat 9R-lipoksigenaza
- EC 1.13.11.62: linoleat 10R-lipoksigenaza
- EC 1.13.11.63: beta-karoten 15,15'-dioksigenaza
- EC 1.13.11.64: 5-nitrosalicilat dioksigenaza
- EC 1.13.11.65: karotenoid izomerooksigenaza
- EC 1.13.11.66: hidrohinon 1,2-dioksigenaza
- EC 1.13.11.67: 8'-apo-beta-karotenoid 14',13'-razlaganje dioksigenaza
- EC 1.13.11.68: 9-cis-beta-karoten 9',10'-razlaganje dioksigenaza
- EC 1.13.11.69: karlakton sintaza
- EC 1.13.11.70: sve-trans-10'-apo-beta-karotenal 13,14-razlaganje dioksigenaza
- EC 1.13.11.71: karotenoid-9',10'-razlaganje dioksigenaza
- EC 1.13.11.72: 2-hidroksietilfosfonat dioksigenaza
- EC 1.13.11.73: metilfosfonat sintaza

### EC 1.13.12 Inkorporacija jednog atoma kiseonika
- EC 1.13.12.1: arginin 2-monooksigenaza
- EC 1.13.12.2: lizin 2-monooksigenaza
- EC 1.13.12.3: triptofan 2-monooksigenaza
- EC 1.13.12.4: laktat 2-monooksigenaza
- EC 1.13.12.5: Renila-luciferin 2-monooksigenaza
- EC 1.13.12.6: Cipridina-luciferin 2-monooksigenaza
- EC 1.13.12.7: Fotinus-luciferin 4-monooksigenaza (ATP-hidroliza)
- EC 1.13.12.8: Vatasenija-luciferin 2-monooksigenaza
- EC 1.13.12.9: fenilalanin 2-monooksigenaza
- EC 1.13.12.10: sad EC 1.14.13.59
- EC 1.13.12.11: metilfeniltetrahidropiridin N-monooksigenaza
- EC 1.13.12.12: apo-b-karotenoid-14',13'-dioksigenaza
- EC 1.13.12.13: Oploforus-luciferin 2-monooksigenaza
- EC 1.13.12.14: hlorofilid-a oksigenaza
- EC 1.13.12.15: 3,4-dihidroksifenilalanin oksidativna deaminaza
- EC 1.13.12.16: nitronat monooksigenaza
- EC 1.13.12.17: dihloroarcirijaflavin A sintaza
- EC 1.13.12.18: dinoflagelat luciferaza
- EC 1.13.12.19: 2-oksoglutarat dioksigenaza (formira etilen)

### EC 1.13.99 Razno
- EC 1.13.99.1: inozitol oksigenaza
- EC 1.13.99.2: sad EC 1.14.12.10
- EC 1.13.99.3: triptofan 2'-dioksigenaza
- EC 1.13.99.4: sad EC 1.14.12.9
- EC 1.13.99.5: sad EC 1.13.11.47

## EC 1.14 Parovi donora, sa inkorporacijom ili redukcijom molekulskog kiseonika

### EC 1.14.1ilikao donor (obrisano)
- EC 1.14.1.1: sad EC 1.14.14.1
- EC 1.14.1.2: sad EC 1.14.13.9
- EC 1.14.1.3: obrisano, obuhvaćeno sa EC 1.14.99.7, EC 5.4.99.7
- EC 1.14.1.4: sad EC 1.14.99.2
- EC 1.14.1.5: sad EC 1.14.13.5
- EC 1.14.1.6: sad EC 1.14.15.4
- EC 1.14.1.7: sad EC 1.14.99.9
- EC 1.14.1.8: sad EC 1.14.99.10
- EC 1.14.1.9: obrisano
- EC 1.14.1.10: sad EC 1.14.99.11
- EC 1.14.1.11: obrisano

### EC 1.14.2 Askorbat kao donor (obrisano)
- EC 1.14.2.1: sad EC 1.14.17.1
- EC 1.14.2.2: sad EC 1.13.11.27

### EC 1.14.3 Redukovani pteridin kao donor (obrisano)
- EC 1.14.3.1: sad EC 1.14.16.1

### EC 1.14.11 2-oksoglutarat kao donor, i inkorporacija atoma kiseonika u oba donora
- EC 1.14.11.1: g-butirobetain dioksigenaza
- EC 1.14.11.2: prokolagen-prolin dioksigenaza
- EC 1.14.11.3: pirimidin-dezoksinukleozid 2'-dioksigenaza
- EC 1.14.11.4: prokolagen-lizin 5-dioksigenaza
- EC 1.14.11.5: obrisano, uključeno u EC 1.14.11.6
- EC 1.14.11.6: timin dioksigenaza
- EC 1.14.11.7: prokolagen-prolin 3-dioksigenaza
- EC 1.14.11.8: trimetilizin dioksigenaza
- EC 1.14.11.9: flavanon 3-dioksigenaza
- EC 1.14.11.10: pirimidin-dezoksinukleozid 1'-dioksigenaza
- EC 1.14.11.11: hiosciamin (6S)-dioksigenaza
- EC 1.14.11.12: giberelin-44 dioksigenaza
- EC 1.14.11.13: giberelin 2b-dioksigenaza
- EC 1.14.11.14: 6-hidroksihioscijamin epoksidaza
- EC 1.14.11.15: giberelin 3b-dioksigenaza
- EC 1.14.11.16: peptid-aspartat b-dioksigenaza
- EC 1.14.11.17: taurin dioksigenaza
- EC 1.14.11.18: fitanoil-KoA dioksigenaza
- EC 1.14.11.19: leukocijanidin oksigenaza
- EC 1.14.11.20: deacetoksivindolin 4-hidroksilaza
- EC 1.14.11.21: klavaminat sintaza
- EC 1.14.11.22: flavon sintaza
- EC 1.14.11.23: flavonol sintaza
- EC 1.14.11.24: 2'-dezoksimuginenska kiselina 2'-dioksigenaza
- EC 1.14.11.25: muginenska kiselina 3-dioksigenaza
- EC 1.14.11.26: deacetoksicefalosporin-C hidroksilaza
- EC 1.14.11.27: (histon-H3)-lizin-36 demetilaza
- EC 1.14.11.28: prolin 3-hidroksilaza
- EC 1.14.11.29: inducibilni faktor hipoksije-prolin dioksigenaza
- EC 1.14.11.30: inducibilni faktor hipoksije-asparagin dioksigenaza
- EC 1.14.11.31: tebain 6-O-demetilaza
- EC 1.14.11.32: kodein 3-O-demetilaza
- EC 1.14.11.33: DNK oksidativna demetilaza
- EC 1.14.11.34: 2-oksoglutarat/L-arginin monooksigenaza/dekarboksilaza (formira sukcinat)]
- EC 1.14.11.35: 1-dezoksipentalenska kiselina 11beta-hidroksilaza
- EC 1.14.11.36: pentalenolakton F sintaza

### EC 1.14.12ilikao donor, inkorporacija dva atoma kiseonika u jedan donor
- EC 1.14.12.1: antranilat 1,2-dioksigenaza (deaminacija, dekarboksilacija)
- EC 1.14.12.2: sad EC 1.14.13.35
- EC 1.14.12.3: benzen 1,2-dioksigenaza
- EC 1.14.12.4: 3-hidroksi-2-metilpiridinkarboksilat dioksigenaza
- EC 1.14.12.5: 5-piridoksat dioksigenaza
- EC 1.14.12.6: sad EC 1.14.13.66
- EC 1.14.12.7: ftalat 4,5-dioksigenaza
- EC 1.14.12.8: 4-sulfobenzoat 3,4-dioksigenaza
- EC 1.14.12.9: 4-hlorofenilacetat 3,4-dioksigenaza
- EC 1.14.12.10: benzoat 1,2-dioksigenaza
- EC 1.14.12.11: toluen dioksigenaza
- EC 1.14.12.12: naftalen 1,2-dioksigenaza
- EC 1.14.12.13: 2-hlorobenzoat 1,2-dioksigenaza
- EC 1.14.12.14: 2-aminobenzensulfonat 2,3-dioksigenaza
- EC 1.14.12.15: tereftalat 1,2-dioksigenaza
- EC 1.14.12.16: 2-hidroksihinolin 5,6-dioksigenaza
- EC 1.14.12.17: azot-monoksid dioksigenaza
- EC 1.14.12.18: bifenil 2,3-dioksigenaza
- EC 1.14.12.19: 3-fenilpropionat dioksigenaza
- EC 1.14.12.20: feoforbid a oksigenaza
- EC 1.14.12.21: benzoil-KoA 2,3-dioksigenaza
- EC 1.14.12.22: karbazol 1,9a-dioksigenaza

### EC 1.14.13ilikao donor, i inkorporacija atoma kiseonika
- EC 1.14.13.1: salicilat 1-monooksigenaza
- EC 1.14.13.2: 4-hidroksibenzoat 3-monooksigenaza
- EC 1.14.13.3: 4-hidroksifenilacetat 3-monooksigenaza
- EC 1.14.13.4: melilotat 3-monooksigenaza
- EC 1.14.13.5: imidazoleacetat 4-monooksigenaza
- EC 1.14.13.6: orcinol 2-monooksigenaza
- EC 1.14.13.7: fenol 2-monooksigenaza
- EC 1.14.13.8: dimetilanilin monooksigenaza (formiranje N-oksida)
- EC 1.14.13.9: kinurenin 3-monooksigenaza
- EC 1.14.13.10: 2,6-dihidroksipiridin 3-monooksigenaza
- EC 1.14.13.11: trans-cinamat 4-monooksigenaza
- EC 1.14.13.12: benzoat 4-monooksigenaza
- EC 1.14.13.13: kalcidiol 1-monooksigenaza
- EC 1.14.13.14: trans-cinamat 2-monooksigenaza
- EC 1.14.13.15: holestanetriol 26-monooksigenaza
- EC 1.14.13.16: ciklopentanon monooksigenaza
- EC 1.14.13.17: holesterol 7a-monooksigenaza
- EC 1.14.13.18: 4-hidroksifenilacetat 1-monooksigenaza
- EC 1.14.13.19: taksifolin 8-monooksigenaza
- EC 1.14.13.20: 2,4-dihlorofenol 6-monooksigenaza
- EC 1.14.13.21: flavonoid 3'-monooksigenaza
- EC 1.14.13.22: cikloheksanon monooksigenaza
- EC 1.14.13.23: 3-hidroksibenzoat 4-monooksigenaza
- EC 1.14.13.24: 3-hidroksibenzoat 6-monooksigenaza
- EC 1.14.13.25: metan monooksigenaza
- EC 1.14.13.26: fosfatidilholin 12-monooksigenaza
- EC 1.14.13.27: 4-aminobenzoat 1-monooksigenaza
- EC 1.14.13.28: 3,9-dihidroksipterokarpan 6a-monooksigenaza
- EC 1.14.13.29: 4-nitrofenol 2-monooksigenaza
- EC 1.14.13.30: leukotrien-B4 20-monooksigenaza
- EC 1.14.13.31: 2-nitrofenol 2-monooksigenaza
- EC 1.14.13.32: albendazol monooksigenaza
- EC 1.14.13.33: 4-hidroksibenzoat 3-monooksigenaza
- EC 1.14.13.34: leukotrien-E4 20-monooksigenaza
- EC 1.14.13.35: antranilat 3-monooksigenaza (deaminacija)
- EC 1.14.13.36: 5-O-(4-kumaroil)-D-hinat 3'-monooksigenaza
- EC 1.14.13.37: metiltetrahidroprotoberberin 14-monooksigenaza
- EC 1.14.13.38: anhidrotetraciklin monooksigenaza
- EC 1.14.13.39: azot-monoksid sintaza
- EC 1.14.13.40: antraniloil-KoA monooksigenaza
- EC 1.14.13.41: tirozin N-monooksigenaza
- EC 1.14.13.42: hidroksifenilacetonitril 2-monooksigenaza
- EC 1.14.13.43: kvestin monooksigenaza
- EC 1.14.13.44: 2-hidroksibifenil 3-monooksigenaza
- EC 1.14.13.45: sad EC 1.14.18.2
- EC 1.14.13.46: (-)-mentol monooksigenaza
- EC 1.14.13.47:-limonen 3-monooksigenaza
- EC 1.14.13.48:-limonen 6-monooksigenaza
- EC 1.14.13.49:-limonen 7-monooksigenaza
- EC 1.14.13.50: pentahlorofenol monooksigenaza
- EC 1.14.13.51: 6-oksocineol dehidrogenaza
- EC 1.14.13.52: izoflavon 3'-hidroksilaza
- EC 1.14.13.53: 4'-metoksiizoflavon 2'-hidroksilaza
- EC 1.14.13.54: ketosteroid monooksigenaza
- EC 1.14.13.55: protopin 6-monooksigenaza
- EC 1.14.13.56: dihidrosanguinarin 10-monooksigenaza
- EC 1.14.13.57: dihidrohelirubin 12-monooksigenaza
- EC 1.14.13.58: benzoil-KoA 3-monooksigenaza
- EC 1.14.13.59: -lizin 6-monooksigenaza
- EC 1.14.13.60: 27-hidroksiholesterol 7a-monooksigenaza
- EC 1.14.13.61: 2-hidroksihinolin 8-monooksigenaza
- EC 1.14.13.62: 4-hidroksihinolin 3-monooksigenaza
- EC 1.14.13.63: 3-hidroksifenilacetat 6-hidroksilaza
- EC 1.14.13.64: 4-hidroksibenzoat 1-hidroksilaza
- EC 1.14.13.65: 2-hidroksihinolin 8-monooksigenaza
- EC 1.14.13.66: 2-hidroksicikloheksanon 2-monooksigenaza
- EC 1.14.13.67: hinin 3-monooksigenaza
- EC 1.14.13.68: 4-hidroksifenilacetaldehid oksim monooksigenaza
- EC 1.14.13.69: alken monooksigenaza
- EC 1.14.13.70: sterol 14-demetilaza
- EC 1.14.13.71: N-metilkoklaurin 3'-monooksigenaza
- EC 1.14.13.72: metilsterol monooksigenaza
- EC 1.14.13.73: tabersonin 16-hidroksilaza
- EC 1.14.13.74: 7-dezoksiloganin 7-hidroksilaza
- EC 1.14.13.75: vinorin hidroksilaza
- EC 1.14.13.76: taksan 10b-hidroksilaza
- EC 1.14.13.77: taksan 13a-hidroksilaza
- EC 1.14.13.78: ent-kauren oksidaza
- EC 1.14.13.79: ent-kaurenoinska kiselina oksidaza
- EC 1.14.13.80:-limonen 6-monooksigenaza
- EC 1.14.13.81: magnezijum-protoporfirin IX monometil estar (oksidativna) ciklaza
- EC 1.14.13.82: vanilat monooksigenaza
- EC 1.14.13.83: precorin-3B sintaza
- EC 1.14.13.84: 4-hidroksiacetofenon monooksigenaza
- EC 1.14.13.85: gliceolin sintaza
- EC 1.14.13.86: 2-hidroksiizoflavanon sintaza
- EC 1.14.13.87: likodion sintaza
- EC 1.14.13.88: flavonoid 3',5'-hidroksilaza
- EC 1.14.13.89: izoflavon 2'-hidroksilaza
- EC 1.14.13.90: zeaksantin epoksidaza
- EC 1.14.13.91: dezoksisarpagin hidroksilaza
- EC 1.14.13.92: fenilaceton monooksigenaza
- EC 1.14.13.93: (+)-apscisinska kiselina 8'-hidroksilaza
- EC 1.14.13.94: Litoholat 6-beta-hidroksilaza
- EC 1.14.13.95: 7-alfa-hidroksiholest-4-en-3-on 12-alfa-hidroksilaza
- EC 1.14.13.96: 5-beta-holestan-3-alfa,7-alfa-diol 12-alfa-hidroksilaza
- EC 1.14.13.97: taurohenodezoksiholat 6α-hidroksilaza
- EC 1.14.13.98: holesterol 24-hidroksilaza
- EC 1.14.13.99: 24-hidroksiholesterol 7α-hidroksilaza
- EC 1.14.13.100: 25-hidroksiholesterol 7α-hidroksilaza
- EC 1.14.13.101: senecionin N-oksigenaza
- EC 1.14.13.102: psoralen sintaza
- EC 1.14.13.103: 8-dimetilalilnaringenin 2'-hidroksilaza
- EC 1.14.13.104: (+)-mentofuran sintaza
- EC 1.14.13.105: monociklični monoterpen keton monooksigenaza
- EC 1.14.13.106: epi-izozizaen 5-monooksigenaza
- EC 1.14.13.107: limonen 1,2-monooksigenaza
- EC 1.14.13.108: abietadien hidroksilaza
- EC 1.14.13.109: abietadienol hidroksilaza
- EC 1.14.13.110: geranilgeraniol 18-hidroksilaza
- EC 1.14.13.111: metansulfonat monooksigenaza
- EC 1.14.13.112: 3-epi-6-deoksokatasteron 23-monooksigenaza
- EC 1.14.13.113: FAD-zavisna urat hidroksilaza
- EC 1.14.13.114: 6-hidroksinikotinat 3-monooksigenaza
- EC 1.14.13.115: angelicin sintaza
- EC 1.14.13.116: geranilhidrohinon 3''-hidroksilaza
- EC 1.14.13.117: izoleucin N-monooksigenaza
- EC 1.14.13.118: valin N-monooksigenaza
- EC 1.14.13.119: 5-epiaristolohen 1,3-dihidroksilaza
- EC 1.14.13.120: kostunolid sintaza
- EC 1.14.13.121: premnaspirodien oksigenaza
- EC 1.14.13.122: hlorofilid-a oksigenaza
- EC 1.14.13.123: germakren A hidroksilaza
- EC 1.14.13.124: fenilalanin N-monooksigenaza
- EC 1.14.13.125: triptofan N-monooksigenaza
- EC 1.14.13.126: vitamin D3 24-hidroksilaza
- EC 1.14.13.127: 3-(3-hidroksifenil)propanoat hidroksilaza
- EC 1.14.13.128: 7-metilksantin demetilaza
- EC 1.14.13.129: beta-karoten 3-hidroksilaza
- EC 1.14.13.130: pirol-2-karboksilat monooksigenaza
- EC 1.14.13.131: dimetil-sulfid monooksigenaza
- EC 1.14.13.132: skvalen monooksigenaza
- EC 1.14.13.133: pentalenen oksigenaza
- EC 1.14.13.134: beta-amirin 11-oksidaza
- EC 1.14.13.135: 1-hidroksi-2-naftoat hidroksilaza
- EC 1.14.13.136: izoflavonoid sintaza
- EC 1.14.13.137: indol-2-monooksigenaza
- EC 1.14.13.138: indolin-2-on monooksigenaza
- EC 1.14.13.139: 3-hidroksiindolin-2-on monooksigenaza
- EC 1.14.13.140: 2-hidroksi-1,4-benzoksazin-3-on monooksigenaza
- EC 1.14.13.141: holest-4-en-3-on 26-monooksigenaza
- EC 1.14.13.142: 3-ketosteroid 9alfa-monooksigenaza
- EC 1.14.13.143: ent-izokauren C2-hidroksilaza
- EC 1.14.13.144: 9beta-pimara-7,15-dien oksidaza
- EC 1.14.13.145: ent-kasa-12,15-dien 11-hidroksilaza
- EC 1.14.13.146: taksoid 14beta-hidroksilaza
- EC 1.14.13.147: taksoid 7beta-hidroksilaza
- EC 1.14.13.148: trimetilamin monooksigenaza
- EC 1.14.13.149: fenilacetil-KoA 1,2-epoksidaza
- EC 1.14.13.150: alfa-humulen 10-hidroksilaza
- EC 1.14.13.151: linalool 8-monooksigenaza
- EC 1.14.13.152: geraniol 8-hidroksilaza
- EC 1.14.13.153: (+)-sabinen 3-hidroksilaza
- EC 1.14.13.154: eritromicin 12 hidroksilaza
- EC 1.14.13.155: alfa-pinen monooksigenaza
- EC 1.14.13.156: 1,8-cineol 2-endo-monooksigenaza
- EC 1.14.13.157: 1,8-cineol 2-ekso-monooksigenaza
- EC 1.14.13.158: amorfa-4,11-dien 12-monooksigenaza
- EC 1.14.13.159: vitamin D 25-hidroksilaza
- EC 1.14.13.160: (2,2,3-trimetil-5-oksociklopent-3-enil)acetil-KoA 1,5-monooksigenaza
- EC 1.14.13.161: (+)-kamfor 6-ekso-hidroksilaza
- EC 1.14.13.162: 2,5-diketokamfan 1,2-monooksigenaza
- EC 1.14.13.163: 6-hidroksi-3-sukcinoilpiridin 3-monooksigenaza
- EC 1.14.13.164: karotenoid izomerooksigenaza
- EC 1.14.13.165: azot-monoksid sintaza (NAD(P)H-zavisna)
- EC 1.14.13.166: 4-nitrokatehol 4-monooksigenaza
- EC 1.14.13.167: 4-nitrofenol 4-monooksigenaza
- EC 1.14.13.168: indol-3-piruvat monooksigenaza
- EC 1.14.13.169: sfinganin C4-monooksigenaza
- EC 1.14.13.170: pentalenolakton D sintaza
- EC 1.14.13.171: neopentalenolakton D sintaza

### EC 1.14.14 Redukovani flavin ili flavoprotein kao donor, i inkorporacija atoma kiseonika
- EC 1.14.14.1: nespecifična monooksigenaza
- EC 1.14.14.2: obrisano, uključeno u EC 1.14.14.1
- EC 1.14.14.3: alkanal monooksigenaza (FMN-vezana)
- EC 1.14.14.4: obrisano, indentično sa EC 1.14.15.7
- EC 1.14.14.5: alkansulfonatna monooksigenaza
- EC 1.14.14.7: triptofan 7-halogenaza
- EC 1.14.14.8: antranilat 3-monooksigenaza (FAD)
- EC 1.14.14.9: 4-hidroksifenilacetat 3-monooksigenaza
- EC 1.14.14.10: nitrilotriacetat monooksigenaza
- EC 1.14.14.11: stiren monooksigenaza
- EC 1.14.14.12: 3-hidroksi-9,10-sekoandrosta-1,3,5(10)-trien-9,17-dion monooksigenaza
- EC 1.14.14.13: 4-(gama-L-glutamilamino)butanoil-(BtrI acil-nosilac protein) monooksigenaza

### EC 1.14.15 Redukovani gvožđe-sumporni protein kao donor, i inkorporacija atoma kiseonika
- EC 1.14.15.1: kamfor 5-monooksigenaza
- EC 1.14.15.2: kamfor 1,2-monooksigenaza
- EC 1.14.15.3: alkan 1-monooksigenaza
- EC 1.14.15.4: steroid 11b-monooksigenaza
- EC 1.14.15.5: kortikosteron 18-monooksigenaza
- EC 1.14.15.6: holesterol monooksigenaza
- EC 1.14.15.7: holin monooksigenaza
- EC 1.14.15.8: steroid 15beta-monooksigenaza
- EC 1.14.15.9: sferoiden monooksigenaza
- EC 1.14.15.10: (+)-kamfor 6-endo-hidroksilaza
- EC 1.14.15.11: pentalen kiselina sintaza

### EC 1.14.16 Redukovani pteridin kao donor, i inkorporacija atoma kiseonika
- EC 1.14.16.1: fenilalanin 4-monooksigenaza
- EC 1.14.16.2: tirozin 3-monooksigenaza
- EC 1.14.16.3: antranilat 3-monooksigenaza
- EC 1.14.16.4: triptofan 5-monooksigenaza
- EC 1.14.16.5: gliceril-etar monooksigenaza
- EC 1.14.16.6: mandelat 4-monooksigenaza

### EC 1.14.17 Redukovani askorbat kao donor, i inkorporacija atoma kiseonika
- EC 1.14.17.1: dopamin b-monooksigenaza
- EC 1.14.17.2: obrisano, uključeno u EC 1.14.18.1
- EC 1.14.17.3: peptidilglicin monooksigenaza
- EC 1.14.17.4: aminociklopropankarboksilat oksidaza

### EC 1.14.18 Drugo jedinjenje kao donor, i inkorporacija atoma kiseonika
- EC 1.14.18.1: monofenol monooksigenaza
- EC 1.14.18.2: CMP-N-acetilneuraminat monooksigenaza
- EC 1.14.18.3: metan monooksigenaza (čestica)

### EC 1.14.19 Oksidacija para donora koja rezultuje u redukciji molekulskog kiseonika do dva molekula vode
- EC 1.14.19.1: stearoil-KoA 9-desaturaza
- EC 1.14.19.2: acil-(acil-nosilac-protein) desaturaza
- EC 1.14.19.3: linoleoil-KoA desaturaza
- EC 1.14.19.4: Delta8-masna-kiselina desaturaza
- EC 1.14.19.5: Delta11-masna-kiselina desaturaza
- EC 1.14.19.6: Delta12-masna-kiselina desaturaza
- EC 1.14.19.7: (S)-2-hidroksipropilfosfonska kiselina epoksidaza

### EC 1.14.20 2-oksoglutarat kao donor
- EC 1.14.20.1: deacetoksicefalosporin-C sintaza
- EC 1.14.20.2: 2,4-dihidroksi-1,4-benzoksazin-3-on-glukozid dioksigenaza

### EC 1.14.21ilikao donor
- EC 1.14.21.1: (S)-stilopin sintaza
- EC 1.14.21.2: (S)-heilantifolin sintaza
- EC 1.14.21.3: berbamunin sintaza
- EC 1.14.21.4: salutaridin sintaza
- EC 1.14.21.5: (S)-kanadin sintaza
- EC 1.14.21.6: latosterol oksidaza
- EC 1.14.21.7: biflaviolin sintaza
- EC 1.14.21.8: pseudobaptigenin sintaza

### EC 1.14.99 Razno
- EC 1.14.99.1: prostaglandin-endoperoksid sintaza
- EC 1.14.99.2: kinurenin 7,8-hidroksilaza
- EC 1.14.99.3: hem oksigenaza (deciklizacija)
- EC 1.14.99.4: progesteron monooksigenaza
- EC 1.14.99.5: sad EC 1.14.19.1
- EC 1.14.99.6: sad EC 1.14.19.2
- EC 1.14.99.7: skvalen monooksigenaza
- EC 1.14.99.8: obrisano, uključeno u EC 1.14.14.1
- EC 1.14.99.9: steroid 17a-monooksigenaza
- EC 1.14.99.10: steroid 21-monooksigenaza
- EC 1.14.99.11: estradiol 6b-monooksigenaza
- EC 1.14.99.12: 4-androsten-3,17-dion monooksigenaza
- EC 1.14.99.13: sad EC 1.14.13.23
- EC 1.14.99.14: progesteron 11a-monooksigenaza
- EC 1.14.99.15: 4-metoksibenzoat monooksigenaza (O-demetilacija)
- EC 1.14.99.16: sad EC 1.14.13.72
- EC 1.14.99.17: sad EC 1.14.16.5
- EC 1.14.99.18: obrisano
- EC 1.14.99.19: plasmaniletanolamin desaturaza
- EC 1.14.99.20: pilohinon monooksigenaza (2,3-epoksidacija)
- EC 1.14.99.21: Latija-luciferin monooksigenaza (demetilacija)
- EC 1.14.99.22: ekdizon 20-monooksigenaza
- EC 1.14.99.23: 3-hidroksibenzoat 2-monooksigenaza
- EC 1.14.99.24: steroid 9a-monooksigenaza
- EC 1.14.99.25: sad EC 1.14.19.3
- EC 1.14.99.26: 2-hidroksipiridin 5-monooksigenaza
- EC 1.14.99.27: juglon 3-monooksigenaza
- EC 1.14.99.28: linalool 8-monooksigenaza
- EC 1.14.99.29: dezoksihipuzin monooksigenaza
- EC 1.14.99.30: karoten 7,8-desaturaza
- EC 1.14.99.31: miristoil-KoA 11-(E) desaturaza
- EC 1.14.99.32: miristoil-KoA 11-(Z) desaturaza
- EC 1.14.99.33: 12-masna kiselina dehidrogenaza
- EC 1.14.99.34: monoprenil izoflavon epoksidaza
- EC 1.14.99.35: tiofen-2-karbonil-KoA monooksigenaza
- EC 1.14.99.36: b-karoten 15,15'-monooksigenaza
- EC 1.14.99.37: taksadien 5a-hidroksilaza
- EC 1.14.99.38: holesterol 25-hidroksilaza
- EC 1.14.99.39: amonijak monooksigenaza
- EC 1.14.99.40: 5,6-dimetilbenzimidazol sintaza
- EC 1.14.99.41: sve-trans-8'-apo-beta-karotenal 15,15'-oksigenaza
- EC 1.14.99.42: zeaksantin 7,8-dioksigenaza
- EC 1.14.99.43: beta-amirin 24-hidroksilaza
- EC 1.14.99.44: diapolikopen oksigenaza
- EC 1.14.99.45: karoten epsilon-monooksigenaza
- EC 1.14.99.46: pirimidin oksigenaza
- EC 1.14.99.47: (+)-lareatricin hidroksilaza

## EC 1.15 Superoksid kao akceptor

### EC 1.15.1
- EC 1.15.1.1: superoksid dismutaza
- EC 1.15.1.2: superoksid reduktaza

## EC 1.16 Oksidacija metalnih jona

### EC 1.16.1ilikao akceptor
- EC 1.16.1.1: živa(II) reduktaza
- EC 1.16.1.2: diferi-transferin reduktaza
- EC 1.16.1.3: akvakobalamin reduktaza
- EC 1.16.1.4: kob(II)alamin reduktaza
- EC 1.16.1.5: akvakobalamin reduktaza
- EC 1.16.1.6: cijanokobalamin reduktaza (eliminacija cijanida)
- EC 1.16.1.7: feri-helat reduktaza
- EC 1.16.1.8: (metionin sintaza) reduktaza
- EC 1.16.1.9: feri-helat reduktaza (NADPH)

### EC 1.16.3 Kiseonik kao akceptor
- EC 1.16.3.1: feroksidaza

### EC 1.16.5 Hinon i slična jedinjenja kao akceptor
- EC 1.16.5.1: askorbat ferireduktaza (transmembranska)

### EC 1.16.8 Flavin kao akceptor
- EC 1.16.8.1: kob(II)irinska kiselina a,c-diamid reduktaza

### EC 1.16.9 Bakarni protein kao akceptor
- EC 1.16.9.1: gvožđe:rusticijanin reduktaza

### EC 1.16.98 Drugi poznati akceptori
- EC 1.16.98.1: sad EC 1.16.9.1

## EC 1.17iligrupe

### EC 1.17.1ilikao akceptor
- EC 1.17.1.1: -4-dehidro-6-dezoksiglukoza reduktaza
- EC 1.17.1.2: 4-hidroksi-3-metilbut-2-enil difosfat reduktaza
- EC 1.17.1.3: leukoantocijanidin reduktaza
- EC 1.17.1.4: ksantin dehidrogenaza
- EC 1.17.1.5: nikotinat dehidrogenaza
- EC 1.17.1.6: žučna-kiselina 7alfa-dehidroksilaza
- EC 1.17.1.7: 3-okso-5,6-dehidrosuberil-KoA semialdehid dehidrogenaza

### EC 1.17.3 Citohrom kao akceptor
- EC 1.17.2.1: nikotinat dehidrogenaza (citohrom)
- EC 1.17.2.2: lupanin 17-hidroksilaza (citohrom c)

### EC 1.17.3 Kiseonik kao akceptor
- EC 1.17.3.1: pteridin oksidaza
- EC 1.17.3.2: ksantin oksidaza
- EC 1.17.3.3: 6-hidroksinikotinat dehidrogenaza

### EC 1.17.4 Disulfid kao akceptor
- EC 1.17.4.1: ribonukleozid-difosfat reduktaza
- EC 1.17.4.2: ribonukleozid-trifosfat reduktaza
- EC 1.17.4.3: transferred to EC 1.17.7.1

### EC 1.17.5 Hinon ili slično jedinjenje kao akceptor
- EC 1.17.5.1: fenilacetil-KoA dehidrogenaza
- EC 1.17.5.2: kafein dehidrogenaza

### EC 1.17.7 Gvožđe-sumporni protein kao akceptor
- EC 1.17.7.1: 4-hidroksi-3-metilbut-2-en-1-il difosfat sintaza
- EC 1.17.7.2: 7-hidroksimetil hlorofil a reduktaza

### EC 1.17.99 Drugi akceptori
- EC 1.17.99.1: 4-krezol dehidrogenaza (hidroksilacija)
- EC 1.17.99.2: etilbenzen hidroksilaza
- EC 1.17.99.3: 3-alfa,7-alfa,12-alfa-trihidroksi-5-beta-holestanoil-KoA 24-hidroksilaza
- EC 1.17.99.4: uracil/timin dehidrogenaza
- EC 1.17.99.5: žučna-kiselina 7alfa-dehidroksilaza

## EC 1.18 Gvožđe-sumporni proteini kao donori

### EC 1.18.1+ili+kao akceptor
- EC 1.18.1.1: rubredoksin—+ reduktaza
- EC 1.18.1.2: feredoksin—+ reduktaza
- EC 1.18.1.3: feredoksin—+ reduktaza
- EC 1.18.1.4: rubredoksin—+ reduktaza
- EC 1.18.1.5: putidaredoksin-NAD+ reduktaza
- EC 1.18.1.6: adrenodoksin-NADP+ reduktaza

### EC 1.18.2 Diazot kao akceptor (sad EC 1.18.6)
- EC 1.18.2.1: sad EC 1.18.6.1

### EC 1.18.3+kao akceptor
- EC 1.18.3.1: sad EC 1.18.99.1

### EC 1.18.6 Diazot kao akceptor
- EC 1.18.6.1: nitrogenaza

### EC 1.18.96 Drugi nepoznati akceptori
- EC 1.18.96.1: sad EC 1.15.1.2

### EC 1.18.99+kao akceptor
- EC 1.18.99.1: sad EC 1.12.7.2

## EC 1.19 Redukovani flavodoksin kao donor

### EC 1.19.6 Diazot kao akceptor
- EC 1.19.6.1: nitrogenaza (flavodoksin)

## EC 1.20 Fosfor ili arsen kao donori

### EC 1.20.1+ili+kao akceptori
- EC 1.20.1.1: fosfonat dehidrogenaza

### EC 1.20.2 Citohrom kao akceptor
- EC 1.20.2.1: arsenat reduktaza (citohrom c)

### EC 1.20.4 Disulfid kao akceptor
- EC 1.20.4.1: arsenat reduktaza (glutaredoksin)
- EC 1.20.4.2: metilarsonat reduktaza
- EC 1.20.4.3: mikoredoksin

### EC 1.20.9 Bakarni protein kao akceptor
- EC 1.20.9.1: arsenat reduktaza (azurin)

### EC 1.20.98 Drugi poznati akceptori
- EC 1.20.98.1: sad EC 1.20.9.1

### EC 1.20.99 Drugi akceptori
- EC 1.20.99.1: arsenat reduktaza (donor)

## EC 1.21iformiraju X-Y vezu

### EC 1.21.3 Kiseonik kao akceptor
- EC 1.21.3.1: izopenicilin-N sintaza
- EC 1.21.3.2: kolumbamin oksidaza
- EC 1.21.3.3: retikulin oksidaza
- EC 1.21.3.4: sulohrin oksidaza ((+)-bisdehlorogeodin)
- EC 1.21.3.5: sulohrin oksidaza ((-)-bisdehlorogeodin)
- EC 1.21.3.6: aureuzidin sintaza
- EC 1.21.3.7: tetrahidrokanabinolinska kiselina sintaza
- EC 1.21.3.8: kanabidiolinska kiselina sintaza

### EC 1.21.4 Disulfid kao akceptor
- EC 1.21.4.1: -prolin reduktaza (ditiol)
- EC 1.21.4.2: glicin reduktaza
- EC 1.21.4.3: sarkozin reduktaza
- EC 1.21.4.4: betain reduktaza

### EC 1.21.99 Drugi akceptori
- EC 1.21.99.1: b-ciklopiazonat dehidrogenaza

## EC 1.22Halogenu donorima

### EC 1.22.1+ili+kao akceptor
- EC 1.22.1.1: jodotirozin dejodinaza

## EC 1.97 Druge oksidoreduktaze

### EC 1.97.1 Oksidoreduktaze koje ne pripadaju drugim klasama
- EC 1.97.1.1: hlorat reduktaza
- EC 1.97.1.2: pirogalol hidroksitransferaza
- EC 1.97.1.3: sumpor reduktaza
- EC 1.97.1.4: Enzim aktiviranja format-C-acetiltransferaze
- EC 1.97.1.5: sad EC 1.20.4.1
- EC 1.97.1.6: sad EC 1.20.99.1
- EC 1.97.1.7: sad EC 1.20.4.2
- EC 1.97.1.8: tetrahloroeten reduktivna dehalogenaza
- EC 1.97.1.9: selenat reduktaza
- EC 1.97.1.10: tiroksin 5'-dejodinaza
- EC 1.97.1.11: tiroksin 5-dejodinaza
- EC 1.97.1.12: fotosistem I

## EC 1.98 Enzimi koji koriste2kao reduktant

### EC 1.98.1
- EC 1.98.1.1: sad EC 1.18.99.1

## EC 1.99 Drugi enzimi koji koriste HO2kao oksidans

### EC 1.99.1 hidroksilazas (sad EC 1.14)
- EC 1.99.1.1: obrisano, sad EC 1.14.14.1
- EC 1.99.1.2: obrisano, sad EC 1.14.16.1
- EC 1.99.1.3: obrisano
- EC 1.99.1.4: obrisano
- EC 1.99.1.5: obrisano, sad EC 1.14.13.9
- EC 1.99.1.6: obrisano
- EC 1.99.1.7: obrisano, sad EC 1.14.15.4
- EC 1.99.1.8: obrisano
- EC 1.99.1.9: obrisano, sad EC 1.14.99.9
- EC 1.99.1.10: obrisano
- EC 1.99.1.11: obrisano, sad EC 1.14.99.10
- EC 1.99.1.12: obrisano
- EC 1.99.1.13: obrisano, EC 1.14.99.7 i EC 5.4.99.7
- EC 1.99.1.14: obrisano, sad EC 1.13.11.27

### EC 1.99.2 ksigenaze (sad EC 1.13)
- EC 1.99.2.1: obrisano, sad EC 1.13.11.12
- EC 1.99.2.2: obrisano, sad EC 1.13.11.1
- EC 1.99.2.3: obrisano, sad EC 1.13.11.3
- EC 1.99.2.4: obrisano, sad EC 1.13.11.4
- EC 1.99.2.5: obrisano, sad EC 1.13.11.5
- EC 1.99.2.6: obrisano, sad EC 1.13.99.1

## Literatura
- Nicholas C. Price; Lewis Stevens (1999). Fundamentals of Enzymology: The Cell and Molecular Biology of Catalytic Proteins (Third изд.). USA: Oxford University Press. ISBN 019850229X.
- Eric J. Toone (2006). Advances in Enzymology and Related Areas of Molecular Biology, Protein Evolution (Volume 75 изд.). Wiley-Interscience. ISBN 0471205036.
- Branden C; Tooze J. Introduction to Protein Structure. New York, NY: Garland Publishing. ISBN 0-8153-2305-0.
- Irwin H. Segel. Enzyme Kinetics: Behavior and Analysis of Rapid Equilibrium and Steady-State Enzyme Systems (Book 44 изд.). Wiley Classics Library. ISBN 0471303097.